# Бейонсе
Бейо́нсе Жизе́ль Но́улз-Картер (англ. Beyoncé Giselle Knowles-Carter; род. 4 сентября 1981, Хьюстон, США), более известна мононимно как Бейо́нсе (произносится /biˈjɒnseɪ/ би-йон-сей) — американская певица в стиле R’n’B, актриса, танцовщица, музыкальный продюсер. Будучи ребёнком, участвовала в разных вокальных и танцевальных конкурсах, принимала участие в школьной художественной самодеятельности. Ноулз прославилась в конце 1990-х годов, будучи солисткой женской R&B-группы Destiny’s Child.
Во время раскола Destiny’s Child Ноулз выпустила свой дебютный сольный альбом Dangerously in Love (2003), в который вошли такие хиты, как «Crazy in Love» и «Baby Boy». Пластинка стала одним из самых успешных релизов 2003 года. За этот альбом Ноулз получила рекордные пять «Грэмми».
В 2006 году, спустя год после окончательного развала группы, Бейонсе выпустила альбом B’Day, который занял первую строчку в чарте Billboard 200 и включал хиты «Déjà Vu», «Irreplaceable» и «Beautiful Liar». Её третий сольный альбом I Am… Sasha Fierce, выпущенный в ноябре 2008 года, включал хит «Single Ladies (Put a Ring on It)». Альбом и его синглы одержали победу в шести номинациях «Грэмми», что стало рекордом для певицы.
В 2023 году Бейонсе стала самым награждаемым артистом премии «Грэмми», побив исторический рекорд своими 32 статуэтками, большинство из которых получены ею как сольной исполнительницей и три — как участницей группы Destiny’s Child.
Ноулз начала актёрскую карьеру в 2001 году, появившись в музыкальном фильме «Кармен: Хип-хопера». В 2006 году она снялась в главной роли в фильме-адаптации бродвейского мюзикла 1981 года «Девушки мечты», за который она была номинирована на «Золотой глобус». В 2004 году Ноулз запустила семейную линию одежды House of Deréon и подписала контракт с такими брендами, как Pepsi, Tommy Hilfiger, Armani и L’Oréal. В 2010 году журнал Forbes поместил Ноулз на вторую строку в списке 100 самых влиятельных знаменитостей в мире; она также была включена в список самых влиятельных музыкантов в мире.
Журнал Time включил Ноулз в список 100 самых влиятельных людей мира.
Ноулз заняла пятое место в Hot 100 синглов номер один как сольная исполнительница и четвёртое место с Destiny’s Child, как сольная артистка она распродала более 35 миллионов альбомов и синглов в США.
Согласно данным звукозаписывающей компании Sony, её общие продажи записей в составе группы превзошли 100 миллионов. 11 декабря 2009 года Billboard объявил Ноулз самой успешной исполнительницей 2000-х годов и главной радио-исполнительницей десятилетия.
В феврале 2010 RIAA зарегистрировал её как артистку с самым большим количеством сертификатов RIAA за десятилетие. В 2019 году вошла в список самых высокооплачиваемых музыкантов по версии журнала Forbes. Заработанная сумма составила $81 млн, это шестое место в рейтинге, которое певица разделила с Jay-Z.
3 декабря 2024 года журнал Billboard назвал Бейонсе величайшей поп-звездой XXI столетия.

## Детство и начало карьеры
Бейонсе Ноулз родилась в Хьюстоне, Техас, в семье Мэтью Ноулза, профессионального работника в сфере звукозаписи, и Тины Ноулз, художницы по костюмам и парикмахера. Отец Ноулз — афроамериканец, а мать — креолка (в роду были афроамериканцы, коренные американцы и французы).
Ноулз получила имя в честь девичьей фамилии матери. У неё есть младшая сестра Соланж, автор песен и актриса.
Ноулз ходила в начальную школу Сент-Мэри, Техас, где она брала уроки балета и джаза. Её талант к пению был обнаружен, когда её учитель танцев начал напевать песню, а она закончила её на более высоких нотах. Интерес Ноулз к музыке и выступлениям появился после её участия в школьном конкурсе талантов.
Она спела песню «Imagine» Джона Леннона и выиграла конкурс.
Когда Ноулз было 7 лет, на неё обратила внимание пресса, газета Houston Chronicle упомянула её как номинанта на награду за художественные достижения The Sammy.
Осенью 1990 году Ноулз поступила в хьюстонскую среднюю школу Паркер с музыкальным уклоном, где она выступала на сцене вместе со школьным хором. Она также посещала высшую школу с углублённым изучением изобразительных искусств в Хьюстоне и позже поступила в хьюстонскую высшую школу Alief Elsik.
Ноулз была солисткой в хоре в Единой Методистской церкви Сэнт-Джона. В течение двух лет она пела в хоре.
В 8 лет, во время прослушивания в эстрадную группу девочек, Ноулз познакомилась с Латавией Робинсон.
Они вместе с подругой Ноулз, Келли Роуленд, были отобраны в танцевальную рэп-группу. Первоначально группа называлась Girl’s Tyme, и её состав расширился до 6 человек. Чтобы посмотреть на них, в Хьюстон прилетел новый R&B продюсер Арне Фрэджер. Потом он отвёз их в студию The Plant Recording Studios в Северной Калифорнии. Помимо подписания контракта с крупным записывающим лейблом, стратегия Фрэджера состояла в том, чтобы группа выступила на Star Search, самом большом в то время шоу талантов на национальном телевидении. Girl’s Tyme участвовали в конкурсе, но, по признанию Ноулз, проиграли из-за плохой песни.
После этого поражения у Ноулз случился первый «профессиональный провал», но она обрела уверенность, узнав, что такие поп-звёзды, как Бритни Спирс и Джастин Тимберлейк, тоже имели подобный опыт.
Чтобы руководить группой, в 1995 году отец Ноулз (который на то время занимался продажей медицинской техники) уволился с работы.
Он посвятил своё время созданию «учебного курса» для их подготовки. Этот поступок уменьшил доход семьи Ноулз наполовину и её родители были вынуждены переселиться в отдельные квартиры. Вскоре после включения в состав группы Роулэнд, Мэтью урезал состав до четырёх человек, в который вошла Летоя Лакетт. Репетируя в парикмахерской Тины и на её задворках, группа продолжала выступать на разогреве признанных девичьих R&B групп того времени. На протяжении всего существования Destiny’s Child Тина помогала c созданием костюмов. При поддержке Мэтью они ходили на прослушивания в различных звукозаписывающих компаниях и, наконец, подписали контракт с Elektra Records. Для работы над первым альбомом они переехали в Атланту, но в 1995 году компания разорвала контракт. Группе пришлось вернуться назад, чтобы начать всё сначала. Это поставило в трудное положение семью Ноулз и родители Бейонсе расстались, когда ей было 14 лет. В 1996 году семья снова воссоединилась и, по счастливому стечению обстоятельств, девушки подписали контракт с Columbia Records.

## Карьера в музыке и кино

### 1997—2001: Эра Destiny’s Child

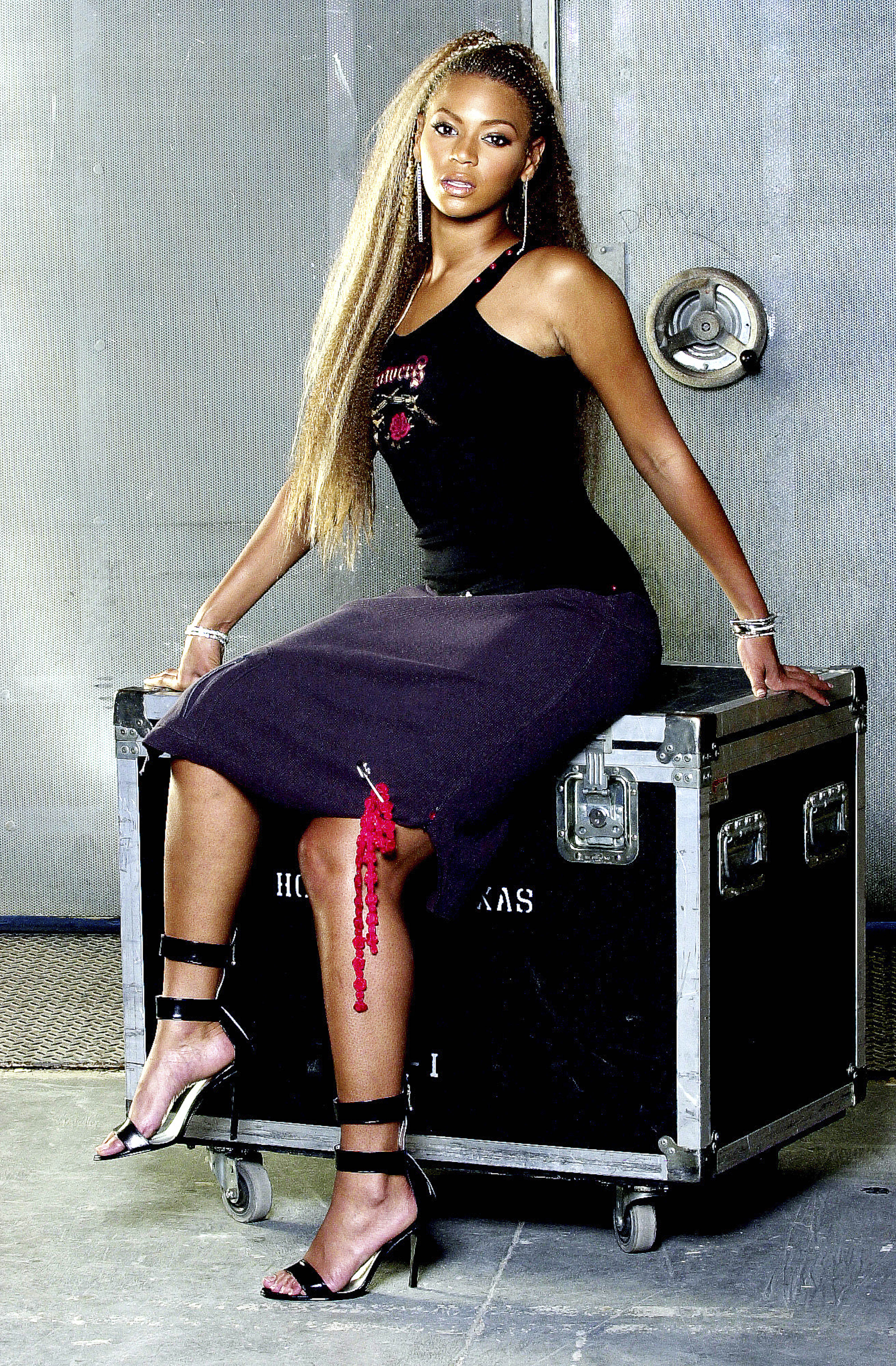
Бейонсе в 2001 году, ей 20 лет

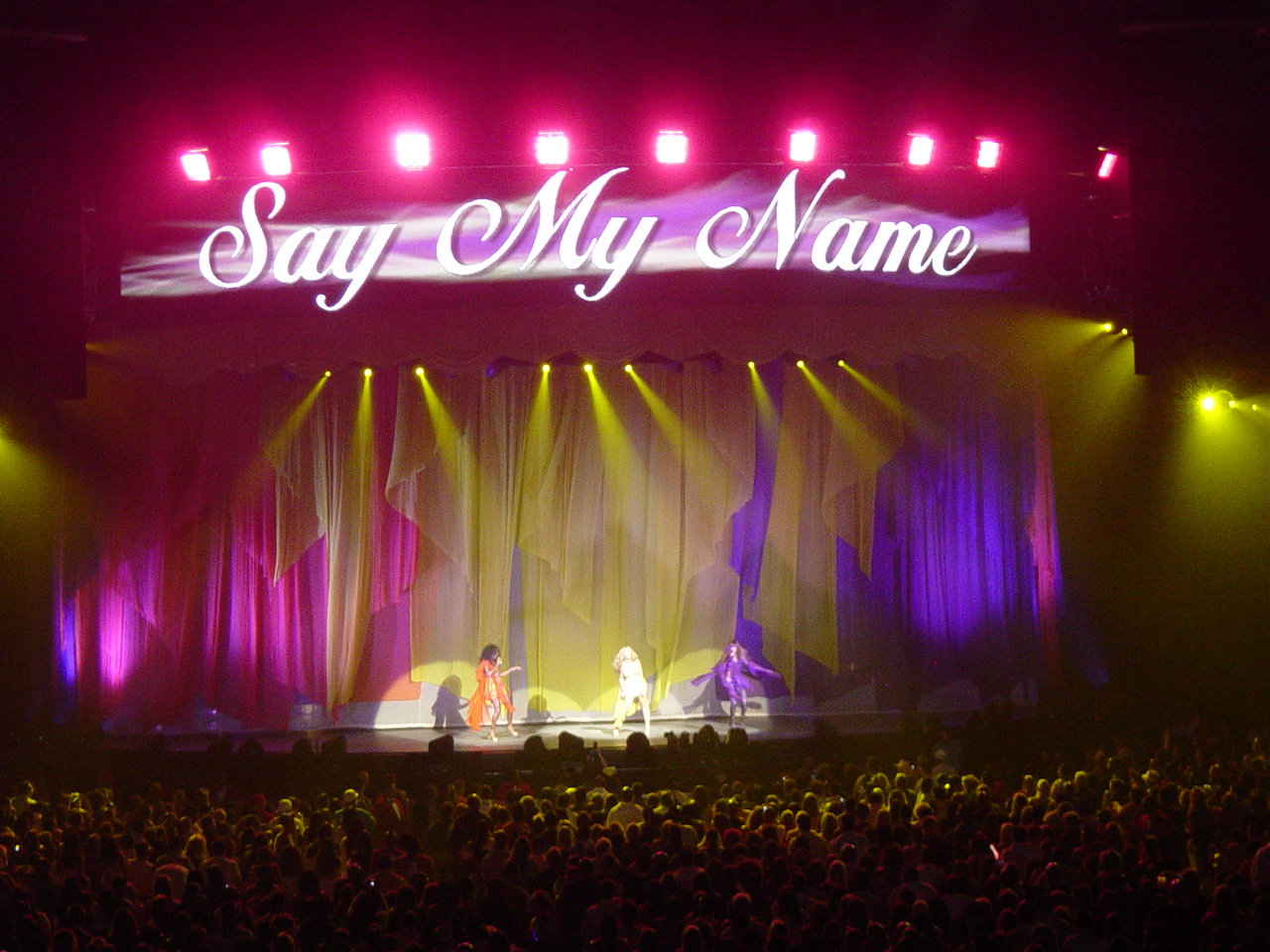
Destiny’s Child исполняют хит 2000 года «Say My Name» во время их прощального концертного тура Destiny Fulfilled ... And Lovin' It

В 1993 году группа была переименована в Destiny’s Child, взяв название из Книги пророка Исаии. Они выступали на местных мероприятиях, а после 4 лет работы, в конце 1997 года, группа подписала контракт с Columbia Records. В том же году Destiny’s Child записали свою дебютную песню «Killing Time» для саундтрека к фильму 1997 года «Люди в чёрном». В следующем году группа выпустила одноимённый дебютный альбом, где главным хитом была песня «No, No, No». Альбом сделал группу конкурентоспособной в музыкальной индустрии, собрал средние продажи и выиграл три Soul Train Lady of Soul Awards в категории «Лучший R&B/соул сингл» за песню «No, No, No», «Лучший R&B/соул альбом года» и «Лучший новый R&B/соул или рэп-исполнитель». В 1999 году группа выпустила второй альбом The Writing’s on the Wall, который стал мультиплатиновым. В альбом вошли несколько известных песен, таких как «Bills, Bills, Bills», первый сингл группы «Jumpin’ Jumpin’» и «Say My Name», которая стала самой значительной и успешной песней за всё время существования группы. На церемонии награждения «Грэмми» в 2001 году песня «Say My Name» победила в категориях «Лучшее R&B исполнение группы или дуэта» и «Лучшая R&B песня». Альбом The Writing’s on the Wall был распродан тиражом более 8 миллионов.
Лакетт и Робинсон возбудили судебный процесс против группы из-за нарушения контракта. В клипе «Say My Name» появились Мишель Уильямс и Фарра Франклин, что было намёком на то, что Лакетт и Робинсон будут заменены. В итоге, Лакетт и Робинсон покинули группу. Франклин, из-за отсутствия на рекламных выступлениях и концертах, через пять месяцев также будет вынуждена покинуть группу. Она объяснила своё отсутствие негативной атмосферой в группе, которая сложилась в результате соперничества.
После окончательного закрепления состава, трио записало песню «Independent Women Part I», которая была саундтреком к фильму 2000 года «Ангелы Чарли». Этот сингл продержался на верхушке Billboard Hot 100 11 недель подряд. Позднее, в том же году, Лакетт и Робинсон отозвали дело против участниц группы, поддержав иск против Мэтью, который закончился мировым соглашением обеих сторон. Лакетт и Робинсон снова подали иск против третьего альбома Destiny’s Child, Survivor, который был выпущен в мае 2001 года, заявив, что песни были о них. Альбом занял первую строку в Billboard 200 с 663 000 проданными копиями.
К середине 2003 года Survivor был распродан более 10 миллионами копий по всему миру, более 40 % из которых только в США.
В альбом вошли хиты «Bootylicious» и «Survivor», за последний группа получила «Грэмми» в категории «Лучшее R&B исполнение дуэтом или группой». После релиза праздничного альбома 8 Days of Christmas участницы группы объявили о перерыве, решив заняться сольными проектами.

### 2000—2002: сольная карьера и её развитие
В то время, как Ноулз была в Destiny’s Child, у неё были сольные выступления. Она спела дуэтом с Марком Нельсоном песню «After All Is Said and Done» для саундтрека к фильму 1999 года «Шафер». В начале 2001 года, когда Destiny’s Child заканчивали запись Survivor, Ноулз снялась в главной роли в фильме канала MTV «Кармен: Хип-хопера», где её партнёром был американский актёр Мехи Файфер. Снятый в Филадельфии фильм является интерпретацией оперы XIX века «Кармен» французского композитора Жоржа Бизе.
В 2001 году Бейонсе приняла участие в записи благотворительного сингла Майкла Джексона «What More Can I Give».
В 2002 году Ноулз снялась в одной из главных ролей в фильме Майка Майерса «Остин Пауэрс: Голдмембер», сыграв Фокси Клеопатру.
Для саундтрека к фильму Ноулз записала свой первый сольный сингл «Work It Out».
В следующем году Ноулз сыграла главную роль в романтической комедии «Борясь с искушениями», где вместе с ней снимался Кьюба Гудинг-младший, и записала много песен, ставших саундтреками к различным фильмам, в том числе к «Борьбе с искушениями», и кавер-версию песни «Fever».
В том же году Ноулз спела дуэтом с тогдашним её парнем Jay-Z хитовый сингл «’03 Bonnie & Clyde». А также в марте 2003 года записала новую версию песни «In Da Club» рэпера 50 Cent.
Лютер Вандросс и Ноулз спели дуэтом песню «The Closer I Get to You», которая была изначально записана Робертой Флэк и Донни Хэтэуэя в 1977 году.
В следующем году выиграла «Грэмми» в номинации «Лучшее R&B исполнение дуэта или группы», а песня Вандросса «Dance with My Father», которая была также спета при участии Ноулз, победила в номинации «Лучшее мужское R&B исполнение».

### 2003—2004:Dangerously in Love
В июне 2003 года Ноулз выпустила дебютный альбом Dangerously in Love. В записи альбома принимали участие другие артисты, в него входили песни исполняемые в быстром темпе и стиле слоу джэм. Альбом возглавил Billboard 200 с продажами 317 000 копий на первой неделе, и по данным RIAA к 5 августа 2004 года стал четырежды платиновым.
В США альбом был распродан тиражом 4,7 млн копий.
В альбом вошло два первоклассных сингла. «Crazy in Love», записанный при участии рэпера Jay-Z, был выпущен как главный сингл альбома, возглавлял Billboard Hot 100 8 недель подряд, а также чарты многих стран. Синглы и альбом Ноулз также одновременно держались на верхушке чарта в Великобритании.
Второй сингл альбома, «Baby Boy», исполненный при участии певца Шона Пола также стал одним из самых успешных синглов 2003 года и в течение 9 недель возглавлял Billboard Hot 100 — на одну неделю дольше, чем «Crazy in Love».
В отличие от «Crazy in Love», последние три сингла достигли большего коммерческого успеха, продвинув альбом к верхним местам чартов, и стали мультиплатиновыми.
В 2004 году Ноулз выиграла 5 наград «Грэмми» за сольные достижения, в том числе «Лучшее женское R&B исполнение» за «Dangerously in Love 2», «Лучшая R&B песня» за «Crazy in Love» и «Лучший R&B альбом». Вплоть до 2010 года она делила эту награду с четырьмя другими певицами, Лорин Хилл (1999), Алишей Киз (2002), Норой Джонс (2003) и Эми Уайнхаус (2008), когда Ноулз выиграла шесть «Грэмми». В 2004 году она выиграла BRIT Awards в номинации «Международная сольная певица».

### 2004—2005:Destiny Fulfilledи распад группы

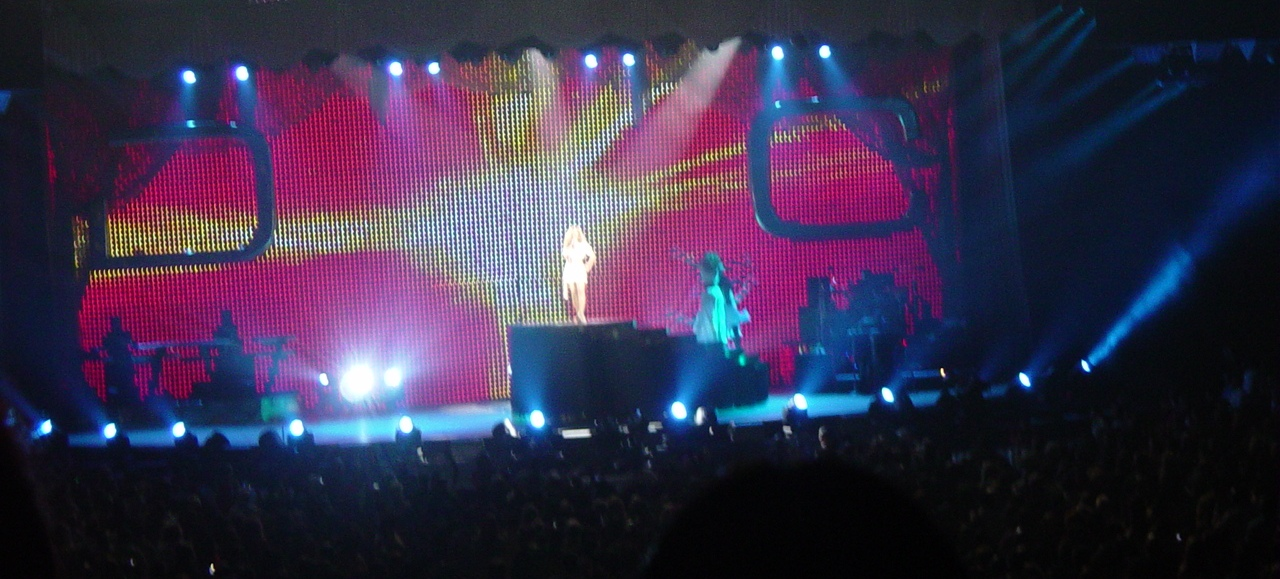
Ноулз исполняет «Baby Boy» во время тура Destiny Fulfilled ... And Lovin’ It

В 2004 году Ноулз планировала выпустить продолжение альбома Dangerously in Love, которое бы содержало некоторые оставшиеся записи. Однако работу над новым альбомом пришлось приостановить из-за записи альбома в составе Destiny’s Child, который станет последним альбомом группы. Ранее в этом году Ноулз спела гимн США в финале Super Bowl XXXVIII на стадионе Reliant Stadium в Хьюстоне. После трёхгодичной сольной карьеры Ноулз воссоединилась с Роуленд и Уильямс для записи альбома Destiny Fulfilled, который вышел в 2004 году. Альбом занял вторую строку в Billboard 200, а три песни из него вошли в топ-40, в том числе «Lose My Breath» и «Soldier». В поддержку альбома Destiny’s Child отправились в мировой тур 2005 года Destiny Fulfilled… And Lovin' It, который начался в апреле и продлился до конца сентября. Во время визита в Барселону группа объявила о роспуске после окончания тура в Северной Америке. В октябре 2005 года группа выпустила сборник под названием Number 1’s, включавший все лучшие хиты Destiny’s Child и большинство самых известных песен. В сборник вошли три новых трека, среди них «Stand Up for Love». В марте 2006 года Destiny’s Child были удостоены звезды на Голливудской «Аллея славы». Они также были признаны самой продаваемой женской группой всех времён.
Продолжая карьеру в кино, Ноулз снялась в одной из главных ролей в комедии «Розовая пантера», сыграв международную поп-звезду Занью, а её партнёром по фильму был Стив Мартин, который сыграл инспектора Клузо. Премьера фильма состоялась 10 февраля 2006 года и в первую неделю проката было продано билетов на сумму $21,7 миллиона. В качестве саундтрека к фильму Ноулз, при участии Slim Thug, записала песню «Check on It», которая вошла в Топ-10 в Billboard Hot 100. В конце 2005 года Ноулз снова приостановила работу над своим вторым альбомом после получения роли в фильме «Девушки мечты», который был адаптацией одноимённого бродвейского мюзикла 1981 года о группе 1960-х годов The Supremes. В фильме она сыграла героиню Дину Джонс, прототипом которой была Дайана Росс. Фильм вышел в прокат в 2006 году, в нём также снялись такие звёзды, как Джейми Фокс, Эдди Мерфи и Дженнифер Хадсон. Ноулз записала несколько песен для саундтрека фильма, в том числе «Listen». За этот фильм 14 декабря 2006 года Ноулз была номинирована на два «Золотых глобуса» в категориях «Лучшая женская роль (комедия или мюзикл)» и «Лучшая песня» за «Listen».

### 2006—2007:B’Day

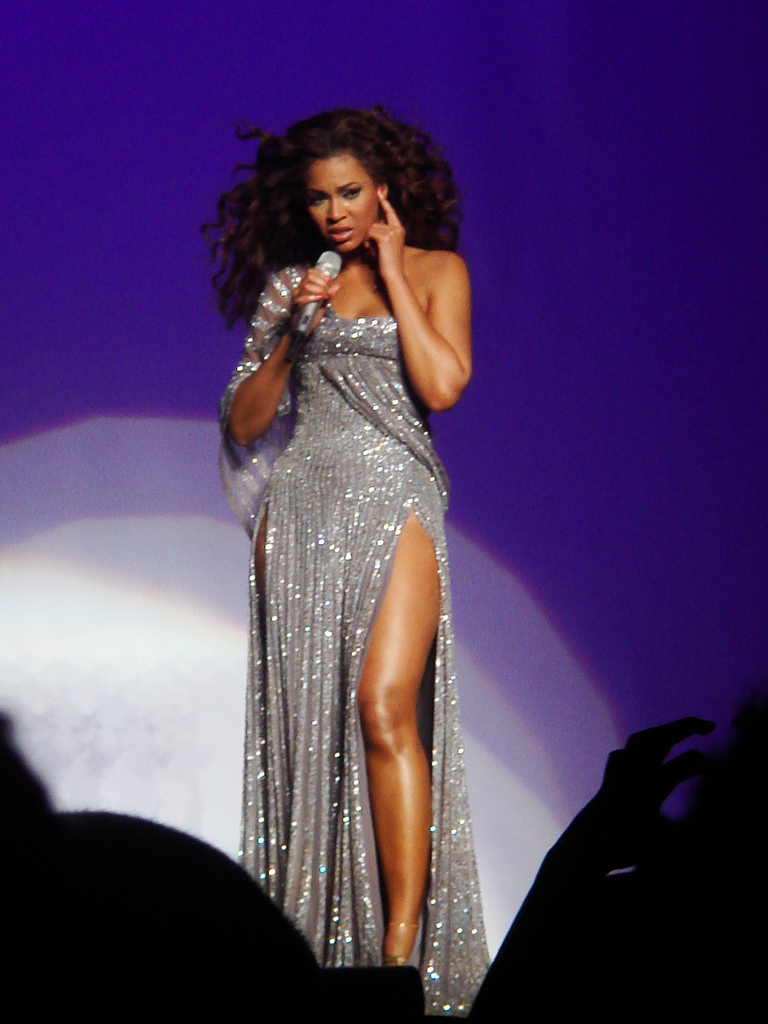
Ноулз поёт «Listen», которая была инспирирована ролью в фильме Dreamgirls

Вдохновлённая ролью в «Девушках мечты», Ноулз продолжила работу над вторым альбомом без какого-либо определённого плана, сказав в интервью MTV News: «Когда закончились съёмки у меня было столько не выраженных мыслей, так много эмоций, так много идей». Ноулз работала над вторым альбомом в студии Sony Music Studios в Нью-Йорке, ей помогали Рич Харрисон, Родни Джеркинс и Шон Гарретт. Она была соавтором и сопродюсером практически всех песен альбома, которые были написаны за 3 недели. Мировой релиз альбома B’Day состоялся 4 сентября, а в США — 5 сентября 2006 года, что совпало с празднованием её 25-летия. Альбом занял первую строку в Billboard 200, с продажей более 541 000 копий на первой неделе, что стало рекордом для Ноулз как сольной певицы. По данным RIAA альбом стал трижды платиновым в США. Песня «Déjà Vu», записанная при участии Jay-Z, стала хитом. Сингл «Irreplaceable» возглавил чарты пяти стран и вошёл в топ-5 в США, Канаде и Нидерландах. «Irreplaceable» держался на верхушке Billboard Hot 100 10 недель подряд, что является рекордом для синглов Ноулз до сегодняшнего дня. Хотя альбом имел коммерческий успех, его подвергли критике за относительно быстрое написание.
3 апреля 2007 года вышло новое, подарочное, издание B’Day, в которое вошли пять новых треков и испаноязычные версии «Irreplaceable» и «Listen». Вместе с B’Day Anthology Video Album было выпущено 10 музыкальных видеоклипов. В поддержку альбома Ноулз отправилась в длинный концертный тур The Beyoncé Experience, посетив более 90 городов по всему миру, после которого был выпущен концертный DVD The Beyoncé Experience Live!. В 2007 году за B’Day Ноулз получила Grammy Awards в категории «Лучший R&B альбом». Ноулз вошла в историю 35-й церемонии награждения премии American Music Award как первая женщина, выигравшая награду в номинации International Artist Award.

### 2008—2009:I Am… Sasha Fierce

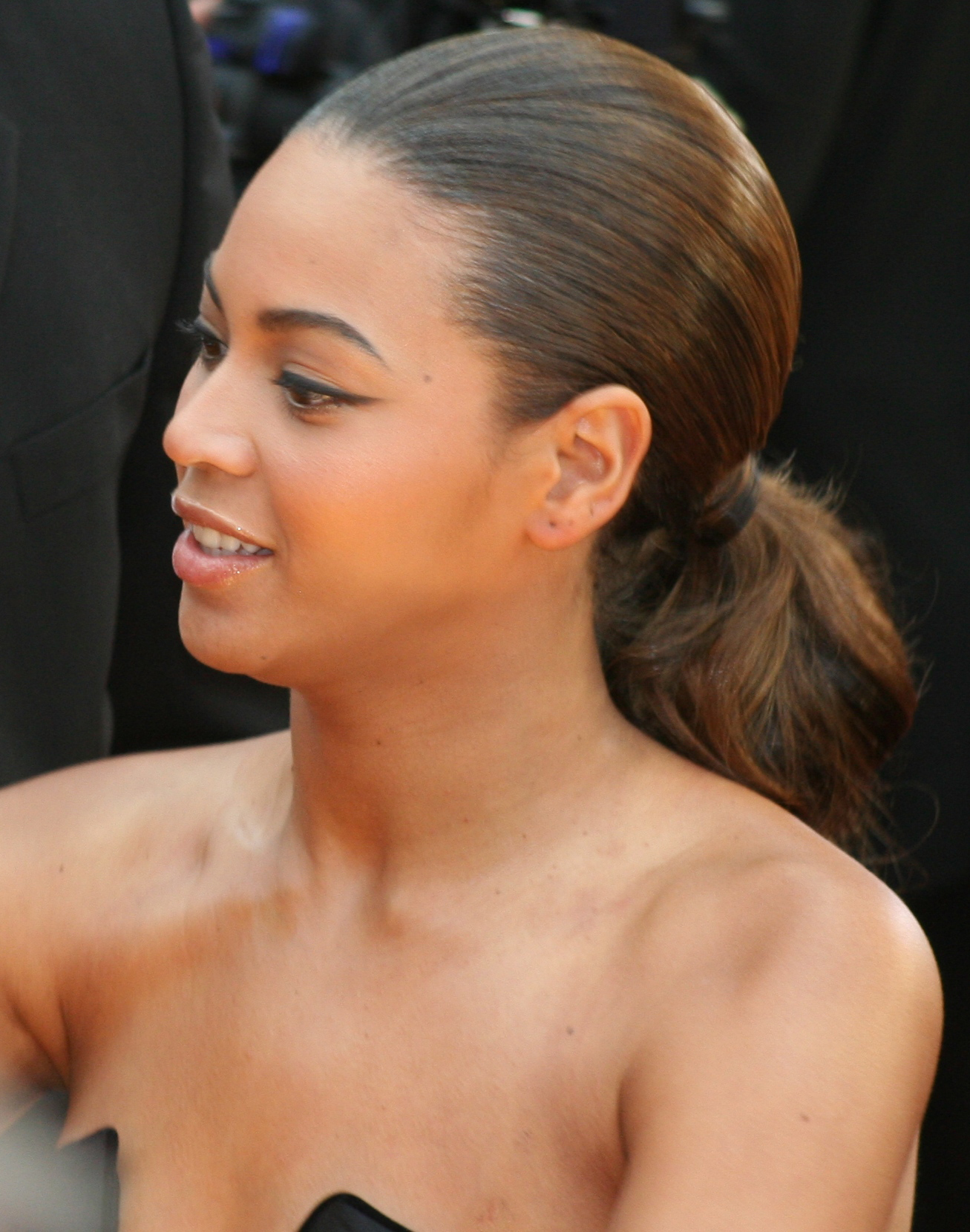
Ноулз на 81-й церемонии награждения премии «Оскар» в феврале 2009 года

18 ноября 2008 года вышел третий альбом Ноулз I Am… Sasha Fierce. Ноулз сказала, что имя Sasha Fierce — это имя её двойника на сцене. Альбом предшествовал релизу двух синглов «If I Were a Boy» и «Single Ladies (Put a Ring on It)». Пока «If I Were a Boy» был на верхушке многочисленных чартов по всему миру, в США «Single Ladies (Put a Ring on It)» возглавил чарт Billboard Hot 100, продержавшись на первом месте 4 недели подряд, став для Ноулз пятым хитом номер один в США.
Ноулз снялась в роли блюзовой певицы Этты Джеймс в музыкальном фильме-биографии «Кадиллак Рекордс». За игру в фильме она получила похвалу от критиков. Песня «Once in a Lifetime», созданная в сотрудничестве со Скоттом Макфарноном, была номинирована на «Грэмми» и «Золотой глобус». Ноулз также снялась в главных ролях в паре с Эли Лартер и Идрис Эльбой в триллере «Одержимость», который начали снимать в мае 2008 года. Фильм имел коммерческий успех, он вышел в прокат в США 24 апреля 2009 года и заработал $11,1 миллионов в первый день релиза и закончил уик-энд с продажами в $28,6 миллионов.
Песня «Halo» заняла пятое место в Billboard Hot 100, став для Ноулз двенадцатым синглом в сольной карьере, вошедшим в топ-10 Hot 100. Это сделало Ноулз певицей с самым большим количеством синглов, вошедших в чарт в этом десятилетии. Её песни также суммарно занимали первую строку Billboard Hot 100 на протяжении 36 недель, наибольшее количество хитов вошло в топ-5 и 14 хитов вошли в топ-10, 19 хитов входили в топ-40, что также стало рекордом.

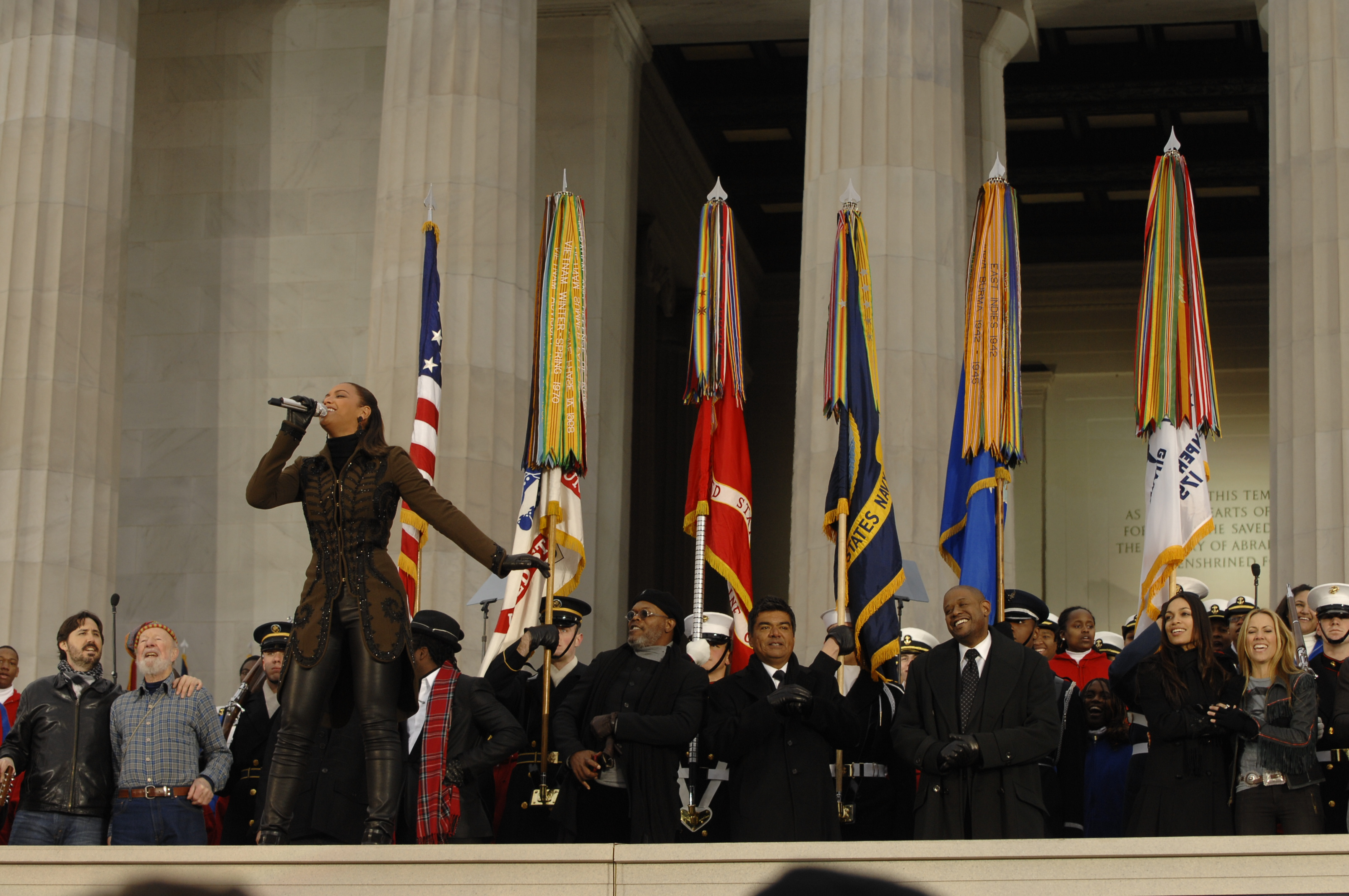
Бейонсе поёт песню «America the Beautiful» на Концерт в честь инаугурации Обамы в 2009 году

В 2009 году Ноулз выиграла награду NAACP Image Awards в номинации «Выдающаяся исполнительница». Она также выиграла награду Teen Choice Awards в номинации «Лучшая R&B исполнительница». 18 января 2009 года Ноулз выступила на Lincoln Memorial фестивале в честь инаугурации 44-го президента США Барака Обамы. Ноулз также спела кавер-версию самой известной песни классического R&B Этты Джеймс «At Last», когда Обама и его жена Мишель впервые танцевали как Президент и Первая Леди Америки 20 января 2009 года на Neighborhood Inaugural Ball.
В поддержку альбома Ноулз отправилась в концертный тур I Am… Tour, начавшийся весной 2009 года. Тур закончился четырьмя концертами, проходившими в Steve Wynn’s Encore Resort в Лас-Вегасе с 30 июля по 2 августа 2009 года. Ко 2 августа 2009 года тур Ноулз официально стал самым привлекательным туром благодаря рекордным посещениям и беспрецедентному многоэтапному путешествию. Журналист из Billboard Боб Аллен подтвердил успех тура, заявив: «Согласно опубликованным доходам, достигшим $36 миллионов со времени начала тура, её шоу попало в топ-15 самых прибыльных шоу года».
Клип на песню «Single Ladies (Put a Ring on It)» выиграл в 2009 году премию BET Awards в номинации «Видео года». Вдобавок он был номинирован в девяти категориях на награду MTV Video Music Awards, и в конечном итоге победил в трёх категориях, в том числе «Видео года», хотя проиграл в категории «Лучшее женское видео» песне «You Belong with Me» Тейлор Свифт, приведшее к спору на церемонии. В октябре 2009 года Ноулз получила награду «Женщина года» от журнала Billboard. В ноябре 2009 года Ноулз была объявлена победительницей британского соревнования на 4Music «Самые великие поп-звёзды мира». За неё проголосовало более 100 000 человек.

### 2010: Рекорд Грэмми и перерыв в музыкальной карьере

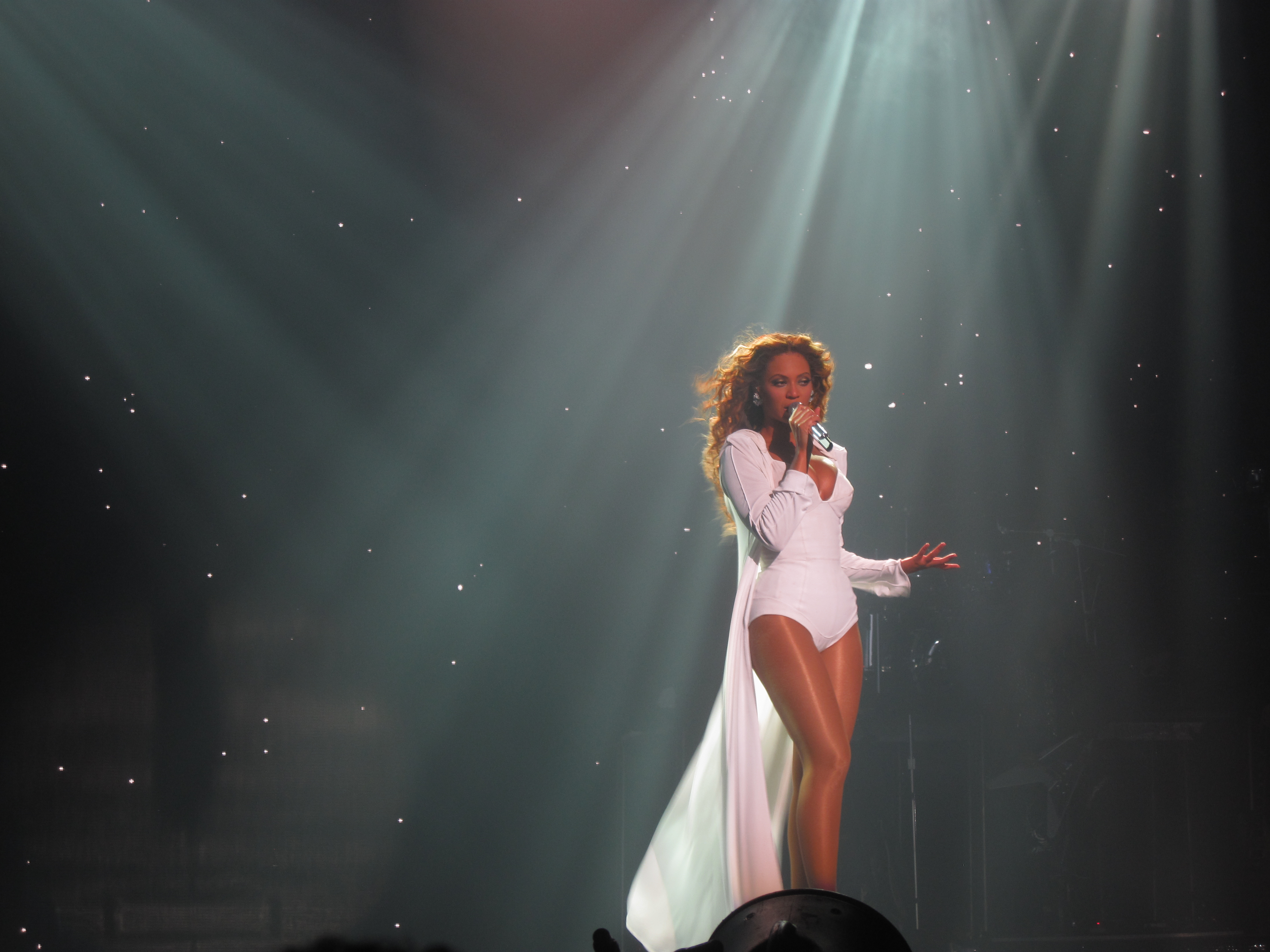
Ноулз выступает на Арене O2 в Лондоне

Ноулз участвовала в акции «Надежда для Гаити: Глобальная поддержка для восстановления после землетрясения». Она выступила в Лондоне вместе с Jay-Z, Рианной, Боно из U2 и The Edge, исполнив акустическую версию песни «Halo». На 52-й церемонии награждения Grammy Awards Ноулз была номинирована в 10 категориях, включая «Альбом года» за I Am… Sasha Fierce, «Запись года» за «Halo», «Песня года» за «Single Ladies (Put a Ring on It)», «Лучшая R&B песня» за «At Last» и «Лучшая песня, написанная для художественного фильма, телевидения или другого СМИ» за «Once in a Lifetime», что сравняло её с Лорин Хилл по количеству номинаций на «Грэмми» в одном году. В итоге, 31 января 2010 года она установила рекорд как певица, выигравшая самое большое количество наград «Грэмми» за один раз, победив в шести категориях: «Песня года», «Лучшая R&B песня» и «Лучшее женское R&B вокальное исполнение» за «Single Ladies (Put a Ring on It)», «Лучшее женское поп вокальное исполнение» за «Halo», «Лучший R&B альбом» за I Am… Sasha Fierce и «Лучшее R&B вокальное исполнение» за «At Last».
Последние две недели тура I Am… Tour прошли в феврале 2010 года в Южной Америке и на Карибах. В марте 2010 года сингл Леди Гаги и Бейонсе «Telephone» поднялся на верхушку чарта Pop Songs, став шестым хитом номер один в чартах как для Ноулз, так и для Леди Гаги. Вследствие этого, каждая из них побила рекорд Мэрайи Кэри по числу первых мест со времён основания радиочарта в 1992 году. Он также стал её седьмым хитом в чарте UK Singles Chart (как солистки или при её участии).
Ранее в этом году Бейонсе заявила в интервью USA Today, что она возьмёт перерыв в записи новых альбомов в 2010 году: «Определённо пришло время взять перерыв, чтобы подзарядить мои батарейки. Я хочу отдохнуть 6 месяцев и не ходить в студию. Мне нужно жить жизнью, снова вдохновиться». Ноулз также заявила, что она хочет ходить в рестораны, кино, учиться, посещать бродвейские шоу, а также в её планах уделять больше времени племяннику Даниэлю (сыну её сестры Соланж Ноулз).
Во время перерыва, в феврале 2010 года, Бейонсе дала интервью журналу Allure, где призналась, что «Саша Фирс скончалась. Я убила её». Она также сказала, что и сама вполне может угодить всем без использования псевдонима. Потом она объяснила: «Мне больше не нужна Саша Фирс, потому что я выросла и теперь способна стать единым целым». В 2010 году Ноулз вместе с Леди Гагой выиграли BET Awards в категории «Видео года» за клип «Video Phone».

### 2011:4

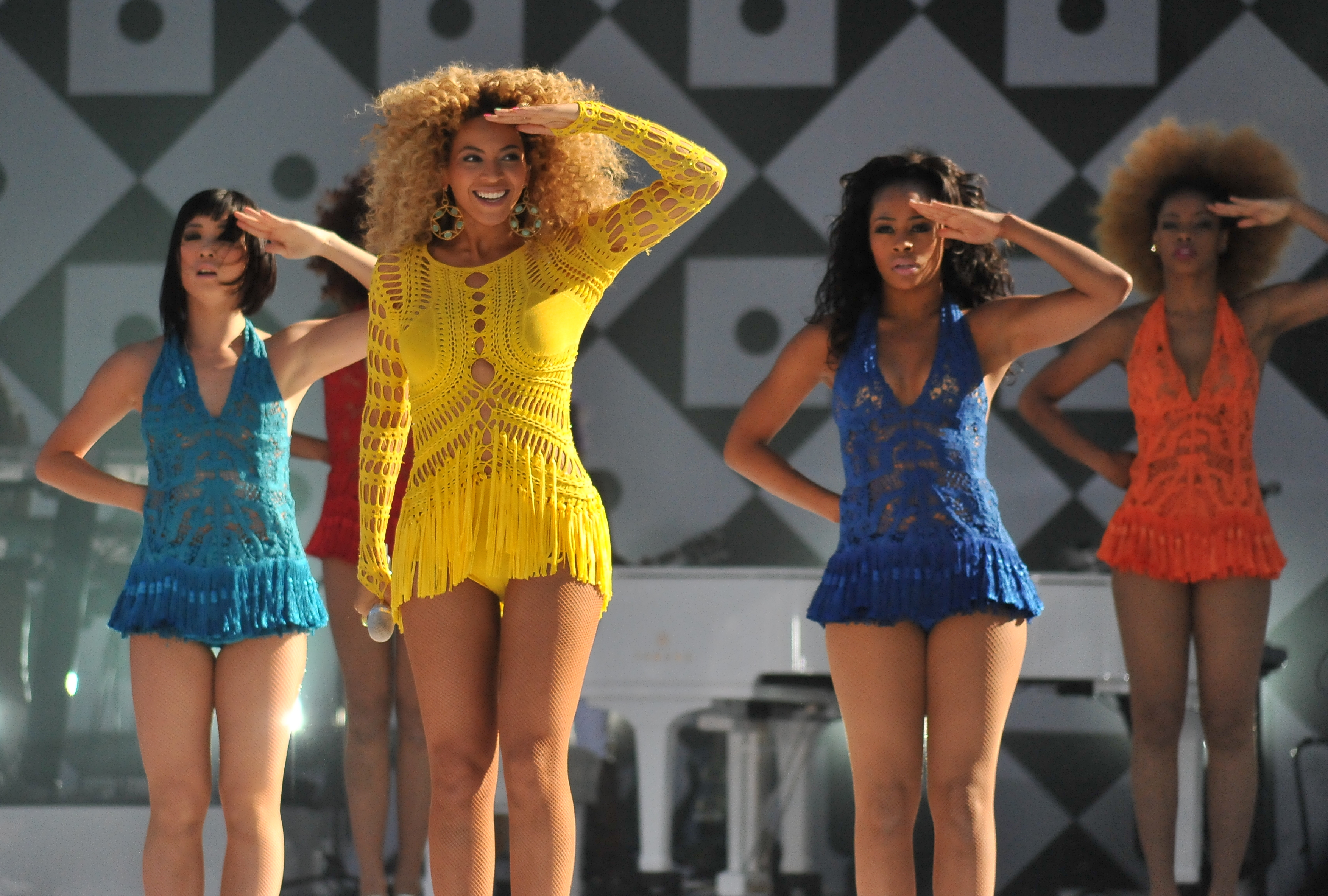
Бейонсе выступает в летней серии концертов Good Morning America с песней «Run The World (Girls)»

После окончания тура I Am… Tour на Trent FM Arena в Ноттингеме, Бейонсе объявила о планах выпустить новый альбом в 2010 году. Она сказала: «Это моё последнее шоу в этом туре в Великобритании, так что, надеюсь, я увижу вас всех через год с новым альбомом». Над четвёртым альбомом Ноулз будет работать продюсер Джим Джонсин. Продюсер Родни «Darkchild» Джеркинс подтвердил новости в своём твиттере, сказав, что он работает над несколькими треками для альбома Ноулз. The-Dream также заявил в интервью, что он работает над новым альбомом певицы. Четвёртый студийный альбом Бейонсе Ноулз вышел в свет 24 июня 2011 года под названием 4.
20 ноября 2011 года Бейонсе лично анонсировала выход нового DVD под названием Live на Roseland: The Elements of 4, который включает в себя кадры из личной жизни звезды.

### 2012
В середине февраля 2012 года стало известно о том, что Ноулз планирует поработать над материалом сразу для двух новых альбомов.
В апреле 2012 года Бейонсе возглавила список самых красивых женщин планеты по версии журнала People.
25 мая 2012 года вернулась на сцену после декретного отпуска.

### 2013
В январе 2013 года Destiny’s Child выпустили Love Songs — сборник романтических песен. В этом же месяце Бейонсе исполнила американский гимн на инаугурации президента Барака Обамы. Позже под давлением общественности певице пришлось признаться, что она пела под фонограмму. В следующем месяце Ноулз выступила на Super Bowl XLVII Halftime Show, которое состоялось в Mercedes-Benz Superdome в Новом Орлеане.
На 55-й церемонии «Грэмми» Бейонсе получила награду в номинации «Лучшее традиционное R&B исполнение» за композицию «Love on Top».
16 февраля на телеканале HBO вышел автобиографический документальный фильм «Жизнь как сон» (англ. Beyoncé: Life Is But a Dream). Она стала режиссёром и продюсером фильма, в котором были показаны кадры из её жизни, из детства, записи, репетиции выступлений и рассказ о возвращении на сцену после рождения дочери Блю Айви.
В апреле Ноулз и Jay-Z посетили Кубу, отметив там свою пятую годовщину свадьбы. В том же месяце Бейонсе начала своё мировое турне The Mrs. Carter Show World Tour. Первый концерт состоялся 15 апреля в Белграде, Сербия. Тур состоял из 65 концертов в Европе, а также Северной и Южной Америке. Он продлился до сентября 2013 года. В этом же году Ноулз озвучила героиню мультипликационного фильма «Эпик», королеву Тару. Для этого же мультфильма была записана песня «Rise Up».
Также Бейонсе стала лицом популярного бренда H&M и заключила контракт с компанией Pepsi.
13 декабря Бейонсе выпустила свой пятый студийный альбом под названием Beyoncé в iTunes Store. Альбом был охарактеризован как «визуальный» по причине того, что каждая песня имеет своё видео. Песня «Drunk in Love» была выбрана главным синглом в США и в остальном мире.

### 2016
6 февраля Бейонсе выпустила сингл «Formation» и видеоклип на него.
Первое исполнение новой песни «Formation» состоялось на Супербоул 50, где Бейонсе выступила как приглашённый артист. После выступления был анонсирован новый мировой тур певицы The Formation World Tour.
14 апреля, совместно с Topshop Ноулз запускает в продажу линию спортивной одежды для женщин Ivy Park.
23 апреля на телеканале HBO состоялась премьера шестого студийного и второго визуального альбома Бейонсе — Lemonade, в который вошли 12 песен: «Pray You Catch Me», «Hold Up», «Don’t Hurt Yourself» (совместно с Джеком Уайтом), «Sorry», «6 Inch» (совместно с The Weeknd), «Daddy Lessons», «Love Drought», «Sandcastles», «Forward» (совместно с Джеймсом Блейком), «Freedom» (совместно с Кедриком Ламаром), «All Night», «Formation».
27 апреля в Майами состоялся первый концерт в рамках мирового тура The Formation World Tour.

### 2018
4 января 2018 года состоялся релиз музыкального клипа Family Feud, созданного в рамках сотрудничества Бейонсе и Джей-Зи для альбома 4:44 . Режиссёром видеоклипа выступила известная кинематографистка Ава ДюВерней. 
14 апреля 2018 года Бейонсе выступила в качестве хедлайнера на первом уикенде музыкального фестиваля Coachella. Концерт, собравший 125 тысяч зрителей, получил восторженные отклики критиков и был признан одним из важнейших выступлений в истории музыкальных фестивалей  . В своём выступлении Бейонсе отдала дань афроамериканской культуре, в частности — традициям исторически чёрных колледжей и университетов (HBCU) , и задействовала более 100 танцоров и живой оркестр  . Также в рамках шоу состоялось воссоединение группы Destiny’s Child.
Выступление Бейонсе собрало 458 000 одновременных зрителей, став самым просматриваемым за всю историю фестиваля, а также самым просматриваемым живым выступлением в интернете. Общее количество зрителей по всему миру составило 41 миллион, что на 75% больше по сравнению с предыдущим годом . 17 апреля 2019 года на платформе Netflix вышел документальный фильм-концерт Homecoming: A Film by Beyoncé,  посвящённый выступлению на Coachella. Одновременно с фильмом был выпущен концертный альбом-сюрприз. Позднее стало известно, что Бейонсе заключила контракт с Netflix на сумму 60 миллионов долларов, предусматривающий создание трёх проектов, одним из которых стал Homecoming . Фильм получил шесть номинаций в рамках 71-й церемонии вручения Emmy Awards .
В 2018 году Бейонсе во второй раз появилась на обложке Vogue; в этот раз в номере также было напечатано интервью с певицей. Она сама выбрала стиль фотографии и фотографа — Тайлер Митчелл стал первым темнокожим фотографом, сделавшим обложку для этого журнала. 

### 2020
30 мая 2020 года Бейонсе стала вторым в истории исполнителем (после Мэрайи Кэри), который лидировал со своими хитами четыре десятилетия: 1990-е, 2000-е, 2010-е и 2020-е годы. Это произошло после участия в записи ремикса сингла «Savage» певицы Megan Thee Stallion, который достиг первого места в хит-параде Billboard Hot 100. Она сольно лидировала со своими чарттопперами в Hot 100 семь раз в 2003—2020 годах, а ранее трижды в составе группы Destiny’s Child (в 1999—2001).

### 2021
В марте 2021 года, исполнительница вышла на первое место среди женщин по числу наград премии «Грэмми», на её счету 28 статуэток.

### 2022:Renaissance
9 июня 2022 года Бейонсе удалила фотографии своего профиля в различных социальных сетях, что вызвало слухи о том, что она будет выпускать новую музыку. Несколько дней спустя Бейонсе вызвала новые слухи через свой некоммерческий аккаунт BeyGood в Твиттере, намекнув на свой грядущий седьмой студийный альбом. 15 июня 2022 года Бейонсе официально анонсировала свой седьмой студийный альбом под названием Renaissance. Альбом вышел 29 июля 2022 года. Первый сингл с альбома Renaissance, «Break My Soul», был выпущен 20 июня 2022 года.

### 2023:Renaissance World Tour
21 января 2023 года, впервые с 2020 года, Бейонсе дала сольное выступление — в Дубаи, ОАЭ, на закрытом частном мероприятии, посвящённом открытию отеля Atlantis the Royal  . По информации СМИ, за концерт она получила $24 миллиона, делая её самой высокооплачиваемой (за одно частное выступление) исполнительницей в истории . Некоторые фанаты подвергли выступление критике: на фоне выхода альбома, который ориентирован на представителей ЛГБТ+ и квир культуры, концерт в Объединённых Арабских Эмиратах, где за гомосексуальность предусмотрена смертная казнь, оказался непопулярным решением .
1 февраля 2023 года через свой Инстаграм аккаунт Бейонсе анонсировала Renaissance World Tour. Первый концерт состоялся 10 мая на Friends Arena в Стокгольме, Швеция. Этот тур стал девятым в карьере исполнительницы и первым сольным туром Бейонсе с 2016 года. Renaissance World Tour посетили больше 2,5 миллионов человек на 55 локациях . Тур собрал более $579 миллионов , делая его одним из самых успешных туров темнокожих исполнителей в целом , и самым успешным в истории среди темнокожих женщин и R'n'B исполнителей . 
Начиная с концерта в Париже 26 мая 2023 года к Бейонсе на сцене начала присоединяться её дочь, Блу Айви, выступая с хореографией во время песен "My Power" и "Black Parade" .  

### 2024
Бейонсе номинирована на «Грэмми-2025» в 11 номинациях, включая альбом года, запись года и песня года.
В 2024 году вышел восьмой студийный альбом Cowboy Carter. Изначально, она планировала выпустить Cowboy Carter перед Renaissance, но передумала, так как "с пандемией в мир пришло очень много тягот. Мы хотели танцевать. Мы заслужили танцевать" .  Первое выступление Бейонсе с треками из альбома Cowboy Carter прошло в Хьюстоне 25 декабря — в перерыве матча Национальной футбольной лиги между «Балтимор Рэйвенс» и «Хьюстон Тексанс».

### 2025
На церемонии награждения "Грэмми-2025" Бейонсе, впервые за всю свою каръеру, получила награду "Альбом года" за альбом Cowboy Carter, став четвёртой темнокожей женщиной, выигравывшей в этой номинации за всю её историю, и первой в этом тысячелетии . Альбом стал третьим в списке самых номинируемых на Грэмми альбомов, обногав даже Thriller Майкла Джексона, и первым среди самых номинируемых альбомов женщин .
Стадионный Cowboy Carter Tour стартовал 28 апреля в Иглвуде, Калифорния . 

## Музыкальный стиль и образ

### Музыка и голос
Голос Ноулз характеризуется как колоратурное меццо-сопрано с диапазоном в 3—3,5 октавы (A2–E6).
Бейонсе всегда отождествлялась с «сердцем» группы Destiny’s Child.
Джон Пэрелес из The New York Times утверждает, что её голос характеризует группу: «бархатистый, но всё же резкий, с непрерывным дрожанием и подходящий для пения соула». Другие критики хвалят её вокальный диапазон и силу голоса. В обзоре её второго альбома B’Day, Джоди Розен из Entertainment Weekly написала: «Бейонсе Ноулз — это штормовая система в обличии певицы. На её втором сольном альбоме B’Day песни предстают в огромных порывах ритма и эмоций, с голосом Бейонсе, колеблющимся через звонкие удары; вам пришлось бы все обыскать — возможно даже в зале Metropolitan Opera — чтобы найти вокалистку, которая пела бы с большей силой…Никто — ни R. Kelly, ни Ашер, не говоря уже о её конкурирующих поп-дивах— не могут сравниться с талантом Бейонсе в её умении петь в хип-хоп ритме».
Крис Ричардс из Washington Post пишет: «Даже когда она не старается, она возвышается над своими подражателями. Все дело в её голосе — сверхчеловеческий инструмент, способный подчеркнуть любой ритм с трепещущим шёпотом или полным воплем дивы. Любимая, презираемая, чувственная, враждебная — Бейонсе поёт со всех точек зрения с непререкаемой виртуозностью».
Журнал Cove поместил Ноулз седьмой в списке «100 Выдающихся поп-вокалистов», дав 48 из 50 очков, основанных на нескольких критериях — начиная от возможностей голоса до его гармоничности.
Ноулз часто критикуют за излишки в пении. Знаменитая хозяйка мелизмов, её часто сравнивают с такими певцами, как Мэрайя Кэри, вокальные изящества которой часто отвлекают от самой мелодии песни.
Eye Weekly пишет: «Несомненно, Бейонсе — одна из лучших певиц в поп-музыке, возможно, одна из лучших живущих ныне… [Однако] столь же разумно, как и её пение может быть, эффект в итоге все равно похож на удар в голову кулаком в вельветовой перчатке».
Музыка Ноулз большей частью в стиле R&B, но она также включает поп, фанк, хип-хоп и соул в свою работу. Несмотря на то, что она почти исключительно выпускает песни на английском, певица записала несколько композиций на испанском для переиздания альбома B’Day. Destiny’s Child уже записывали испаноязычную песню и получили одобрительные реакции от своих латинских фанатов. Ноулз учила испанский в школе в детстве, но знает лишь несколько слов. До записи испаноязычных песен для переиздания B’Day, она тренировалась испанской фонетике у американского рекорд-продюсера Руди Переса.

### Написание и продюсирование песен
Со времён Destiny’s Child, Ноулз мастерски строит свою карьеру. Ей довелось быть соавтором многих песен группы, а также собственных сольных работ. Известна тем, что написала сама лично энергичные и феминистические композиции, она заявила, что присутствие Jay-Z в её жизни изменило несколько её мыслей об отношениях мужчин и женщин между собой.
Некоторые её песни автобиографичны и, по её признанию, взяты как из личного опыта, так и друзей.
Ноулз также была сопродюсером большинства записей, в которых она была вовлечена, особенно во время сольных работ. Однако, она не ассоциирует себя с ритмом, но, как правило, предлагает мелодии и идеи во время создания, делясь ими с продюсерами.
Ноулз известна также по написанию песен во время раскрутки Destiny’s Child в 1990-х и с начала по середину 2000-х годов. Она выиграла награду «Автор Года» в номинации «Поп-песня» на 2001 American Society of Composers, Authors, and Publishers Pop Music Awards, став первой афроамериканкой и второй женщиной-автором за всю историю премии получившей награду. Ноулз была соавтором «Irreplaceable», «Grillz», «Soldier» и «Check on It» за один год, единственная женщина достигшая таких высот со времён Кэрол Кинг в 1971 и Мэрайи Кэри в 1991. Если считать её написание песен, то на наравне с Дайан Уоррен она на третьем месте с 9 синглами номер один.

### Сцена

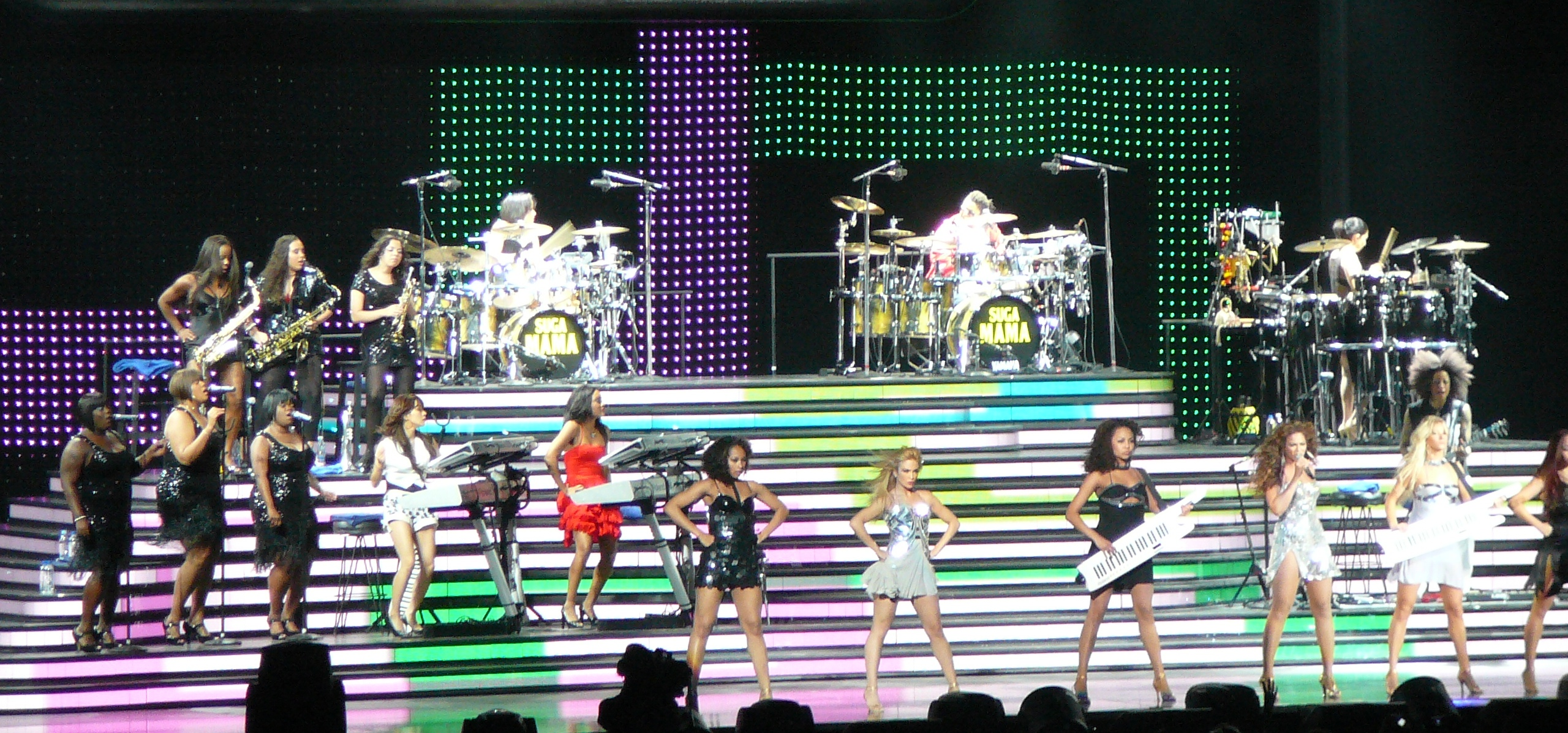
Ноулз выступает на 2007 Beyoncé Experience, с женской туровой группой Suga Mama

В 2006 Ноулз представила свою туровую группу Suga Mama, которая состоит из басистки, 2 барабанщиц, перкуссионистки, гитаристки, клавишниц и духовой секции (труба, сакс-альт, сакс-тенор).
Они дебютировали на 2006 BET Awards и снова появились в клипе «Irreplaceable» и «Green Light». Группа поддерживает Ноулз на живых выступлениях и её мировом концертном туре 2007 The Beyoncé Experience и на 2009 I Am... Tour.
В статье под названием «Born to Entertain», Ноулз, параллельно с классическим и современными эстрадниками, получила похвалу за выступление на сцене.
В обзоре её 2009 I Am... Tour, Элис Джонс из The Independent написала: «Смотря за тем, как поёт Бейонсе и расхаживает, можно почувствовать благоговение в лучшем случае, и в худшем — отчуждение. Она исполняет роль эстрадницы серьёзно, даже слишком хорошо».
The New York Times пишет: «в её страстном желании развлекать есть захватывающие дух изящества». Рене Мишель Харрис из South Florida Times пишет о том, что Ноулз: «владеет сценой в свойственной ей напыщенности и яркости, и полностью раскрывает сильный вокал, не пропустив ни одной ноты, часто исполняет энергичные совершенные танцевальные движения…никто, ни Бритни, ни Сиара и не Рианна не могут предложить то, что у неё есть — полный комплект вокальных данных, движений и внешнего вида».
Daily Mail пишет: «многие индустриальные эксперты сравнивали Бейонсе со следующим Майклом Джексоном. Хотя и слишком рано для таких сравнений, она определённо доказала, что она — одна из самых волнующих и талантливых исполнительниц, а может даже и войдёт в историю».
Обозреватели также похвалили её выступления. В обзоре одного из её выступлений, Джим Фарбер из The Daily News написал: «Бейонсе подчеркивает пением стальную силу. Когда играет валторна, она парит над мелодией с атлетической простотой. То, как Бейонсе использовала своё тело усилило чувство триумфа. С её прической, как у Медузы Горгоны, бесконечно вращающимся тазом и ногами настолько длинными, что Тина Тернер может гордиться, внешний вид Бейонсе выделяет её пение как восклицательный знак». Стефани Классен из Star Phoenix признала, что «Бейонсе — необычная исполнительница… 27-летняя заводила возвысилась над всеми ухищрениями, справляясь с шоу, как сексуальная внеземная господствующая принцесса. Ничего кроме космического происхождения не может объяснить такой голос… [Бейонсе] могла бы выступать лучше, чем другие поп-звезды сегодня».
Newsday пишет: «она подтверждает, что крутая хореография и сильные вокальные данные не обязательно должны взаимоисключать друг друга…».
Ноулз также критиковали за двусмысленную хореографию. Её выступление на мемориале бывшего американского президента Улисса Гранта 4 июля 2003 года было названо как похотливое; у потомков Гранта были смешанные реакции по этому поводу.

### Образ

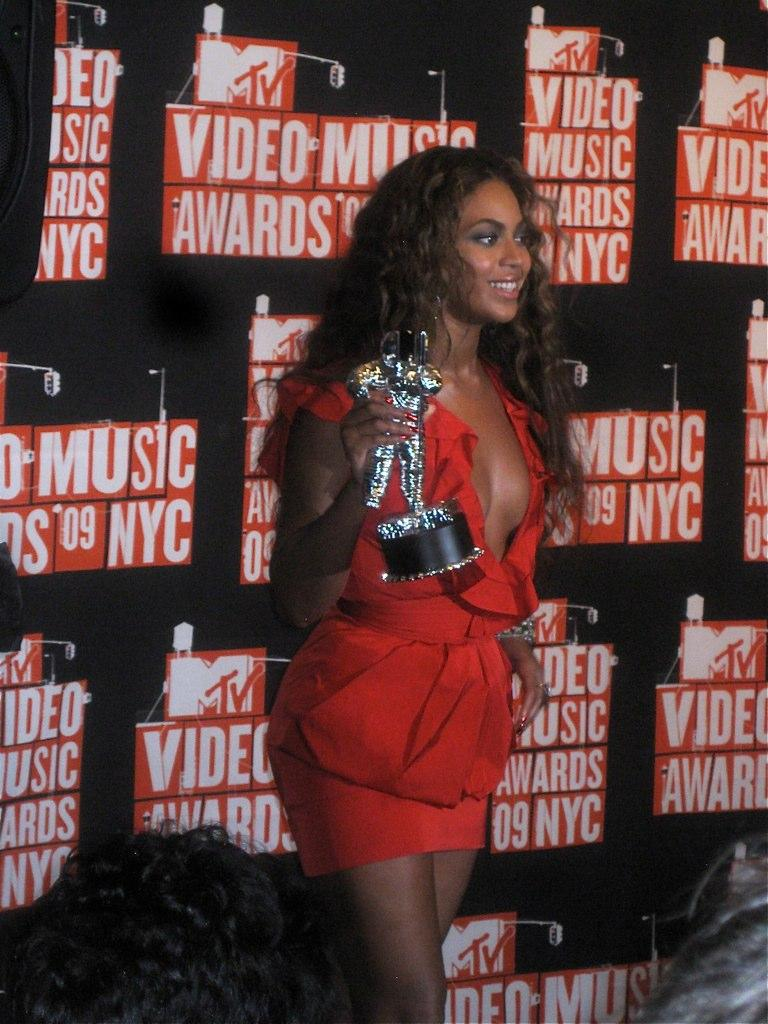
Ноулз на церемонии MTV Video Music Awards 2009

Согласно ей: «Мне нравится сексуально одеваться и держаться, как леди», — но она сказала, что то, как она одевается на сцене — это «абсолютно только для сцены».
Как и те, кто любят моду, Ноулз сочетает артистические элементы с клипами и выступлениями. Согласно итальянскому дизайнеру Роберто Кавалли, она использует разные стили и пытается гармонизировать их с музыкой во время выступления.
В B’Day Anthology есть много короткометражек, связанных с модой, показывающих от классических до современных стилей гардероба.
Журнал People признал Ноулз самой стильной знаменитостью в 2007.
Мать Ноулз написала в опубликованной книге 2002 года под названием «Destiny’s Style: Секреты Сексуальной Моды, Красоты и Стиля Жизни от Destiny’s Child» о значении моды, повлиявшей на успех Destiny’s Child.
Как самые обсуждаемые журналистами темнокожие знаменитости в США, Ноулз часто получала критику, по мнению некоторых, из-за расизма и дискриминации.
Туре из Rolling Stone заявил, что с релиза Dangerously in Love, «[Бейонсе] стала переходным символом секса а-ля Хэлли Берри…» В 2007 Ноулз появилась на обложке Sports Illustrated Swimsuit Issue, первая немодель и неатлетичная женщина, позировавшая в издании и вторая афроамериканская модель после Тайры Бэнкс.
24 апреля 2009 Ноулз появилась на шоу Larry King Live в образе персоны, интересующейся политикой, затронув разные, в том числе и политические, темы: от пения на инаугурации президента Барака Обамы до расизма, с которым она столкнулась, будучи афроамериканкой. Она сказала, что Мишель Обама «такая шикарная» и заявила, что пение для первого танца Обамы стало запоминающимся моментом её карьеры.
Начиная с 2009 года персональным стилистом певицы является французский модельер Тьери Мюглер.
Над нарядами Бейонсе работает малоизвестный широкой публике модельер русского происхождения из Нью-Йорка Рубин Зингер. Он же создал для неё сценический костюм для выступления на одной из главных телетрансляций года — Супербоуле в 2013 и пошил в своей фирме сценические костюмы для 120 танцовщиц из 135, участвовавших в этом шоу Бейонсе.
Существует мнение, что характерной чертой внешности Бейонсе являются округлые ягодицы. На основе этого наблюдения в 2011 году энтомологи Брайан Лессард и Дэвид Йейтс назвали в честь Бейонсе слепня Scaptia beyonceae с «броским золотым томентом на четвертом тергите» — или, выражаясь не столь научно, округлым золотым задом.

### Влияние и наследие

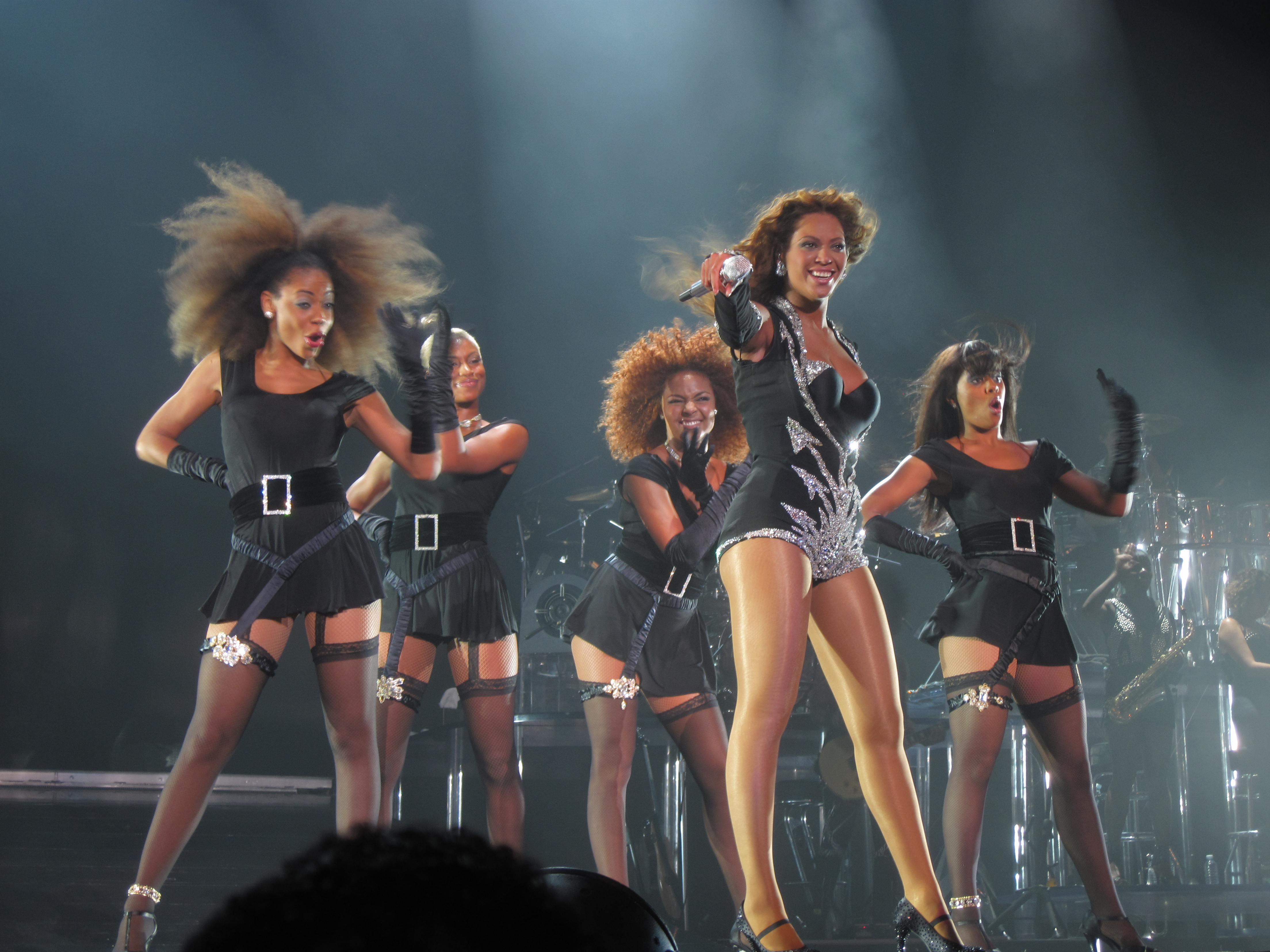
Ноулз выступает во время тура I Am... Tour

Бейонсе отнесли к различным артистам, которые повлияли на музыкальный стиль. Она выросла, слушая песни Аниты Бейкер и Лютера Вэндросса, с последним из которых она, в конце концов, сотрудничала, но часто называла поп-музыкального героя Майкла Джексона и поп-икону Мадонну причиной, по которой она делает музыку, и она заявила, что Майкл Джексон — герой.
Она была обращена в джазовую музыку Рэйчелл Феррелл, после исполнения её песен во время уроков пения.
Ноулз упомянула влияние таких артистов, как Тина Тернер, Принс, Арета Франклин, Уитни Хьюстон, Джанет Джексон, Селена, Мэри Джей Блайдж, Дайана Росс, Донна Саммер, Мэрайя Кэри и колумбийская певица Шакира.
Она также заявила, что одна из её любимых артисток Sade.
На Бейонсе также повлияли современные артисты. Поп-певицу Рианну сравнивали с ней, когда журналистка из The Guardian Амина Тэйлор назвала её «бэйджанской Бейонсе».
Вдобавок первый сингл победительницы American Idol Джордин Спаркс, «Tattoo» и дебютный альбом назвали очень «Бейонсовским»; некоторые критики сказали, что «Tattoo», возможно, «вопиющий плагиат» хита сингла Ноулз «Irreplaceable».
Стивен Томас Эрлвин из Allmusic обнаружил, что песни Кэтрин Макфи на её одноимённом альбоме были сделаны под влиянием музыки Бейонсе.
Роулэнд была вдохновлена голосом Ноулз во время записи прежнего второго альбома Ms. Kelly.
Майли Сайрус сказала журналу America’s Seventeen: «Я хочу быть как Бейонсе. Она просто величайшая женщина. Вы смотрите на неё и не задумываетесь, а я интересуюсь, какая у неё личная жизнь. Ты смотришь на неё и понимаешь: Это девушка на сцене — суперзвезда. Тебе больше ничего не важно; ты думаешь только о музыке. Так что я буду надеяться, что я буду такой в будущем».
Кроме того, Шерил Коул сказала Hello Magazine, что она думает, что Бейонсе — «это то, к чему должна стремиться каждая женщина».
Ноулз поставили рядом с Барброй Стрейзанд из-за того, что получила 39 номинаций на Grammy Award, что больше, чем у любой другой артистки за все времена. В 2004 она стала одной из пяти женщин, выигравших 5 Grammy Awards за одну ночь, пока не побила свой собственный рекорд в 2010, выиграв 6 Grammy за одну ночь, — это рекорд для артистки.

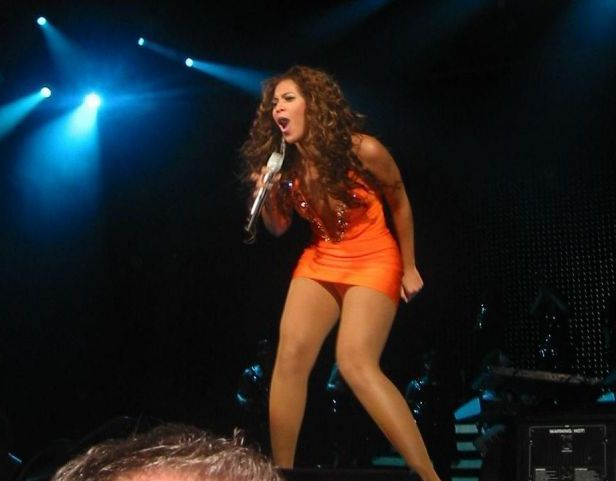
Концерт Бейонсе в Швеции

Бейонсе стала первой женщиной, которой дали награду «Международная Артистка» на American Music Awards. В 2008 году на World Music Awards, Ноулз была удостоена почётной награды «За выдающийся вклад в искусство».
Ноулз была главной солисткой самой продаваемой группы за все времена Destiny's Child.
Её дебютный альбом был внесён в список «200 Решающих Альбомов в Истории Музыки» по данным Зал славы рок-н-ролла. Она была одна из нескольких артисток своего поколения, которую упомянули в этом списке.
У Бейонсе есть несколько восковых фигур, включая в Восковом Музее Мадам Тюссо.
Мо'Ник проводила 2003, 2004 и 2007 BET Awards и была явно вдохновлена Ноулз, решив открыть 2004 церемонию песней «Crazy in Love» Бейонсе. Исполнительница повторила этот стиль на 2007 церемонии исполнив «Deja Vu». В декабре 2010 Ноулз поместили в журнал Billboard как самую успешную артистку декады 2000-х годов, её также поставили рядом с её коллегой поп-звездой Рианной из-за самого большого количества синглов номер один в США в течение декады 2000-х.
Ноулз по данным RIAA стала также самой сертифицируемой артисткой декады.
«Single Ladies» заработал широкомасштабную популярность, критики сравнивали его с «Respect» Ареты Франклин или с «I Will Survive» Глории Гейнор. Многие выкладывали свои собственные клипы на YouTube, пытаясь повторить хореографию как в клипе.
В августе 2024 года Бейонсе запретила Дональду Трампу использовать её музыку в предвыборных роликах.

## Другой бизнес

### House of Deréon
Ноулз и её мать представили House of Deréon, готовую современную женскую модную линию в 2005. Концепция состоит во вдохновении трёх поколений женщин в их семье с фамилией Дереон, отдавая честь бабушки Ноулз Агнес Дереон, которая работала швеёй.
Согласно Тине Ноулз, общий стиль линии лучше всего отражается во вкусе и стиле Ноулз.
Запущенная в 2006, вещи House of Deréon публично можно было увидеть во время шоу группы и тура Destiny Fulfilled.
Магазины, которые расположены по всей США и Канаде, продают спорттовары, деним с мехом, верхнюю одежду и аксессуары, включая дамские сумочки. Ноулз также объединилась с House of Brands, местной обувной компанией, чтобы производить линию обуви для House of Deréon.
В 2004 Ноулз и её мать основали их семейную компанию Beyond Productions, которая обеспечивает лицензию и бренд-менеджмент для House of Deréon.
В начале 2008 они запустили Beyoncé Fashion Diva, мобильную онлайн игру, при участии House of Deréon.
Организация по защите прав животных Люди за этичное обращение с животными (PETA) критиковала Ноулз за ношение и использование меха в её линии одежды. Организация послала письма протеста и противостояла знаменитости на званом вечере в этой теме. Ноулз так ничего и не ответила.
Ноулз работала с магазином одежды C&A, чтобы выпустить линию одежды Deréon.

### Продукция и поддержка
Ноулз подписала контракт с Pepsi в 2002 для рекламы, который включил появление в ТВ-рекламах, а также на радио и интернет рекламах. Она была включена в компанию как индоссант, чтобы помочь улучшить демографическую позицию.
В ТВ-рекламе Pepsi в 2004 году на тему «Гладиаторов» снялись Ноулз и певцы Бритни Спирс, Pink и Энрике Иглесиас, а в следующем году Дженнифер Лопес и Дэвид Бекхэм под названием «Самурай».
В область рекламных контрактов и продукции Ноулз включены продукция для красоты и парфюмерия. Ноулз работала с L'Oréal с 18 лет.
Она выпустила духи «True Star» от Tommy Hilfiger в 2004. Ноулз спела кавер-версию «Wishing on a Star» для рекламы True Star, за которую она заработала 250 000 долларов.
Она также выпустила «True Star Gold» от Хильфигера в 2005 и «Diamonds» от Emporio Armani 2007.
Журнал Forbes сообщил, что Ноулз заработала 80 миллионов долларов между июнем 2007 и июнем 2008, учитывая альбом, тур, дизайнерский бизнес и рекламу. Это сделало её второй самой оплачиваемой музыкальной персоной за этот промежуток времени.
В 2009 «Форбс» зачислил Ноулз четвёртой в своём списке «100 Самых Могущественных и Влиятельных Знаменитостей в Мире», третьей в списке «музыканты с самым большим доходом» и первой в списке «Самые Оплачиваемые Знаменитости до 30 лет» с заработком в 87 миллионов долларов между 2008 и 2009 годом.
«Форбс» вновь поместил Ноулз на четвёртую строку в список «Список Самых Могущественных Знаменитостей 2010 года» с доходом в 86 миллионов долларов, благодаря 93-дневному мировому туру, работы с Nintendo и L’Oreal, и её дизайнерской линии House of Dereon. Ноулз также зачислили на второе место в списке «100 Самых Могущественных и Влиятельных Знаменитостей в Мире».
В 2010 Ноулз выпустила первые духи «Heat».
Как часть рекламной кампании парфюма, Ноулз перезаписала кавер-версию «Fever» для рекламы «Heat». Ноулз впервые записала «Fever» для её фильма 2003 года «Борьба с искушениями».
Индустриальные эксперты оценили, что парфюм мог сделать 100 миллионов долларов в глобальных продажах за первый год выпуска. Ноулз объяснила идею создания парфюма: «Многие мои выступления были с огнём, поэтому мы придумали „Heat“ (с англ. — «жар»). Также красный — это один из моих любимых цветов, как и золотой. Все, от дизайна флакона до названия и идей рекламы — это я!».
Ноулз также поведала о духах: «Для меня духи отражают привлекательность женщины и уникальное чувство стиля, хотя я и люблю разные ароматы, я не могла найти тот парфюм, который бы реально выделял меня как женщину. Работая с Coty, я могла воплотить свои идеальные духи в реальность созданием соблазнительного и утончённого аромата; один из таких отражается в моей душевной силе».
В 2018 году Adidas заключила контракт с Бейонсе о творческом партнёрстве для запуска её собственной линии спортивной одежды и обуви Ivy Park. В 2023 году компания сообщила, что прекращает сотрудничество с ней из-за низких продаж этой линейки коллекции. Согласно отчётам бренда, на которые ссылается издание, большая часть товаров из линии Ivy Park не распродавалась. Кроме того, в 2022 году продажи коллекции упали более чем на 50 % по сравнению с 2021 и оказались ниже внутренних прогнозов adidas, составив всего $40 млн. Компания при этом собиралась заработать на сотрудничестве с Бейонсе в прошлом году $250 млн

### Линия одежды «Sasha Fierce»
1 июля 2009 Бейонсе Ноулз и её мать-дизайнер Тина Ноулз выпустили линию одежды «назад в школу» вдохновлённые костюмами с тура для альбома. Комплект одежды был создан Тьери Мюглер.
Коллекция также состояла из спорттоваров, верхней одежды, дамских сумочек, обуви, очков, нижнего белья и украшения, включая металлическую перчатку Саши Фирс и веер в форме денег. Серия комплектов предназначена, чтобы уловить индивидуальность сценического образа поп-звезды. Облик гламурный, привлекающий внимание и усеян огромным количеством металлических украшений, включая боди и большое количество легинсов. «Линия реально выделяет различные стороны моей личности, которые я с благодарностью могу выразить. Линия „Sasha Fierce“ для уверенной, чувственной и храброй стороны женщины», — объясняет Бейонсе.
По существу, это для молодых женщин, которые хотели бы сделать следующее модное заявление: «Я такая, как Саша Фирс…»

## Филантропия
Ноулз, будучи по большей части афроамериканкой, была открыта для проблем социума с юных лет. Ноулз и коллега по группе Destiny's Child, с семьёй основали «Survivor Foundation», благотворительную организацию, чтобы снабдить временным жильём пострадавших от урагана «Катрина» в 2005 году и штормовой эвакуации в Хьюстоне, Техас. «Survivor Foundation» расширил филантропическую миссию Центра Ноулз-Роулэнд для Молодёжи многоцелевыми общинами, дополняющими услуги в центре Хьюстона. Ноулз пожертвовала 100 000 долларов для Gulf Coast Ike Relief Fund, который помогает жертвам Урагана Айк в Хьюстоне. Она организовала фонд для увеличения помощи пострадавшим от Урагана Айк через «Survivor Foundation».
В 2005 музыкальный продюсер Дэвид Фостер, его дочь Эми Фостер-Джиллис и Ноулз написали песню «Stand Up for Love», которая послужит гимном World Children's Day, события, которое ежегодно проходит 20 ноября, чтобы увеличить осведомлённость и фонды для детей по всему миру. Destiny’s Child отдали свои голоса и поддержку как мировые послы для программы 2005 года «World Children’s Day». В 2008 она записала с различными артистами «Just Stand Up!», благотворительный сингл для благотворительной организации Stand Up to Cancer. Помимо Ноулз в песне участвовали Мэрайя Кэри, Леона Льюис, Рианна, Лиэнн Раймс и Мэри Джей Блайдж, среди прочих.

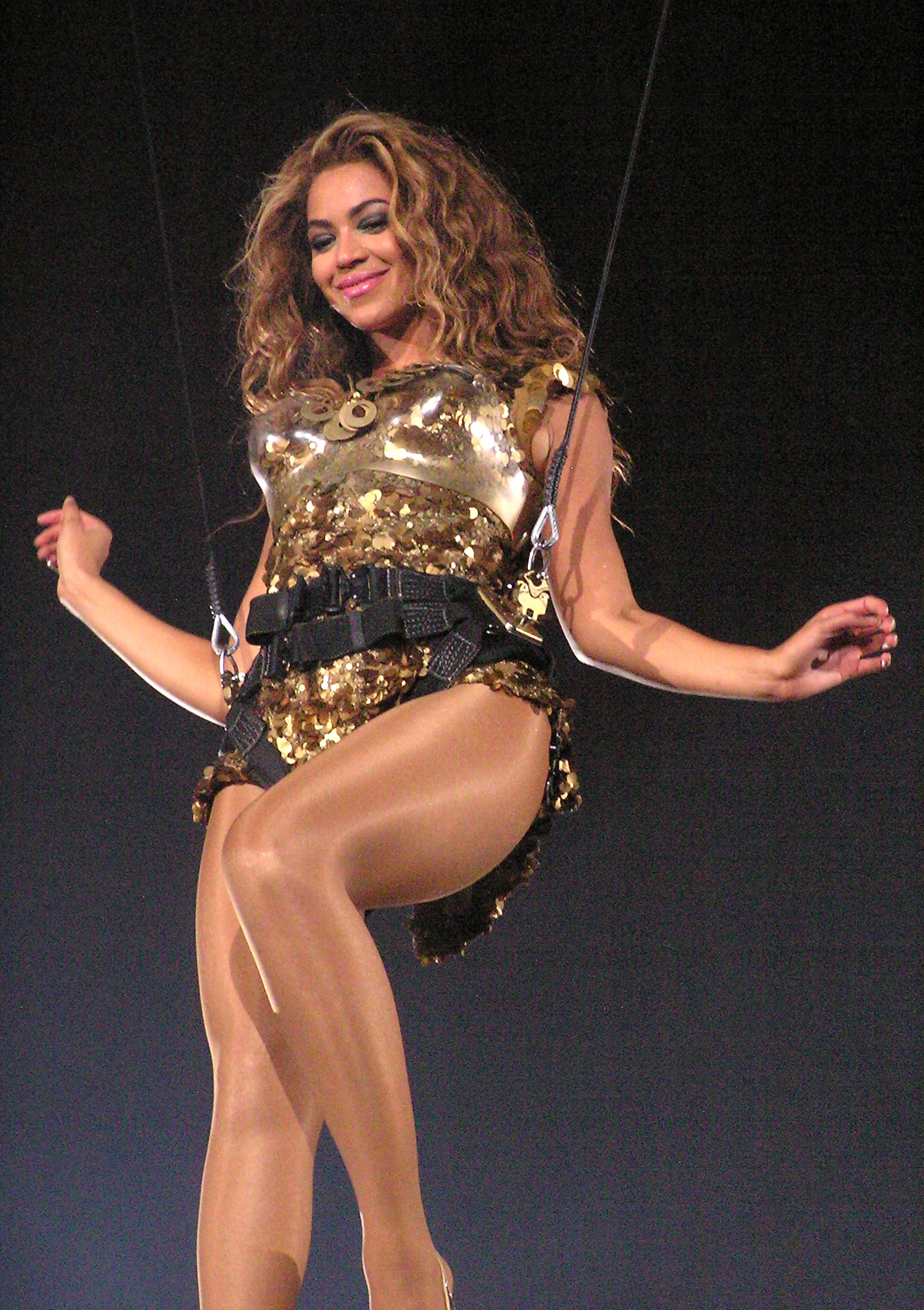
Бейонсе в Ньюкасле в 2009 году

Ноулз поставляла еду во время остановок её тура The Beyoncé Experience в Хьюстоне 14 июля, Атланте 20 июля, Вашингтоне 9 августа, Торонто 15 августа, Чикаго 18 августа и Лос-Анджелесе 2 сентября 2006.
4 октября 2008 Ноулз посетила Miami Children’s Hospital Diamond Ball & Private Concert на American Airlines Arena в Майами, где её включили в «Международный Педиатрический Зал Славы». Семилетний Итан Бортник посвятил и исполнил «Over the Rainbow» Ноулз.
По завершении работы над Кадиллак Рекордс, Ноулз пожертвовала всю зарплату Phoenix House, организации реабилитационных центров по всей стране. Ноулз посетила Бруклин, место для съёмок роли певицы Этты Джеймс, которая пристрастилась к героину.
5 марта 2010 Ноулз и её мать, Тина Ноулз, открыли Косметологический Центр Бейонсе в бруклинском Phoenix House. Программа предлагает семимесячные курсы косметологии для мужчин и женщин. L’Oréal пожертвовал всю продукцию для её использования в нём, и Ноулз совместно с её матерью, каждый год жертвуют 100 000 долларов.
И совсем недавно Ноулз объединилась с проектом помощи голодающим «Show Your Helping Hand» и «General Mills Hamburger Helper». Цель — помочь «Feeding America» доставить более чем 3.5 миллиона тонн еды в местные продовольственные фонды. Ноулз подбадривает своих фанатов приносить непортящиеся продукты питания на концертных остановках в Америке.
Бейонсе была названа официальным лицом ограниченного выпуска маек «Fashion For Haiti» от Консульства Дизайнеров Америки. На майке можно прочитать: «To Haiti With Love» (с англ. — «На Гаити с любовью»), она была создана Питером Арнеллом, придумавшим майку «Fashion for America», которая поднялась до 2 миллионов долларов после 9/11.

## Личная жизнь

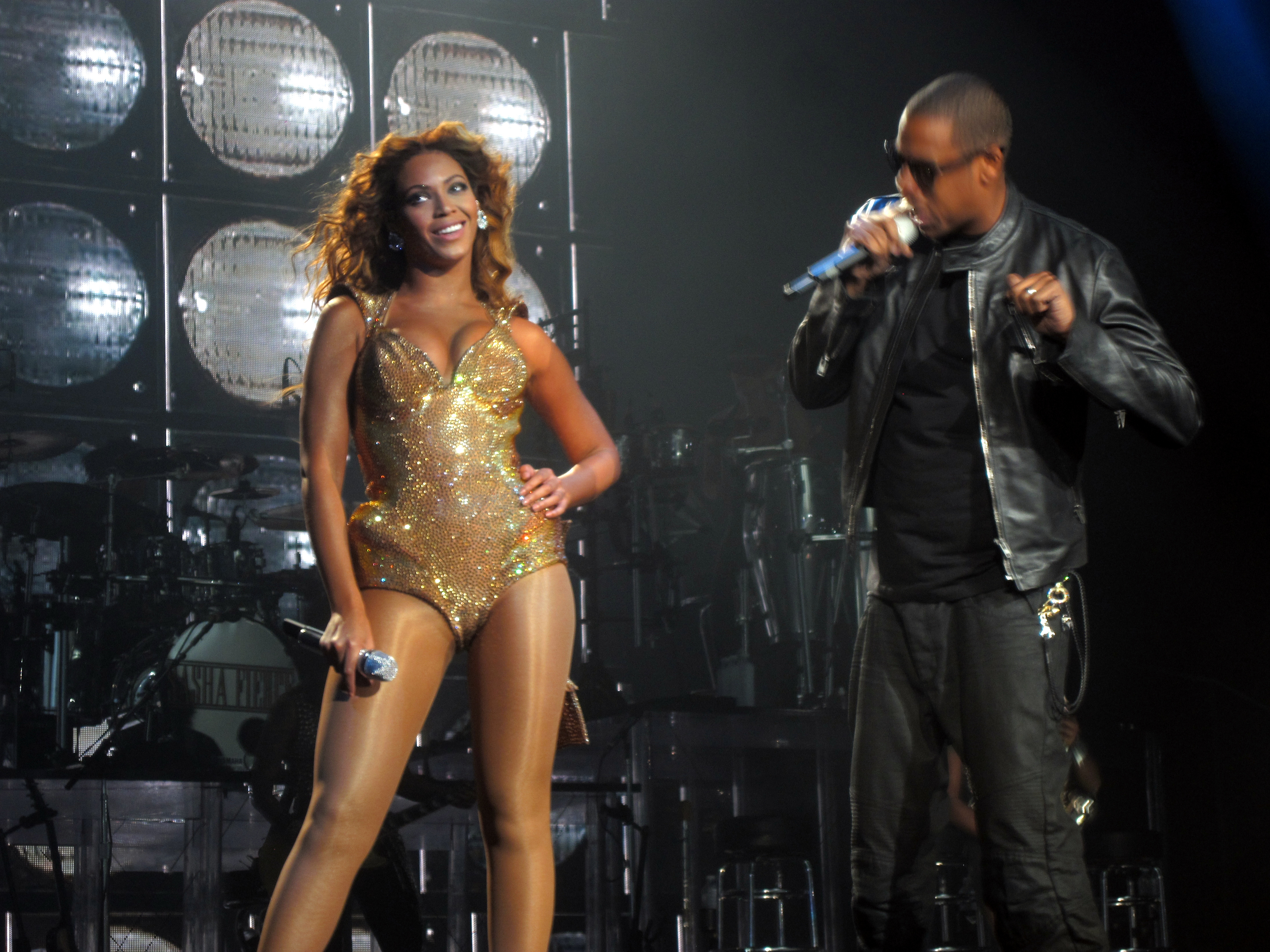
Бейонсе и Jay-Z исполняют Crazy in Love 15 ноября 2009

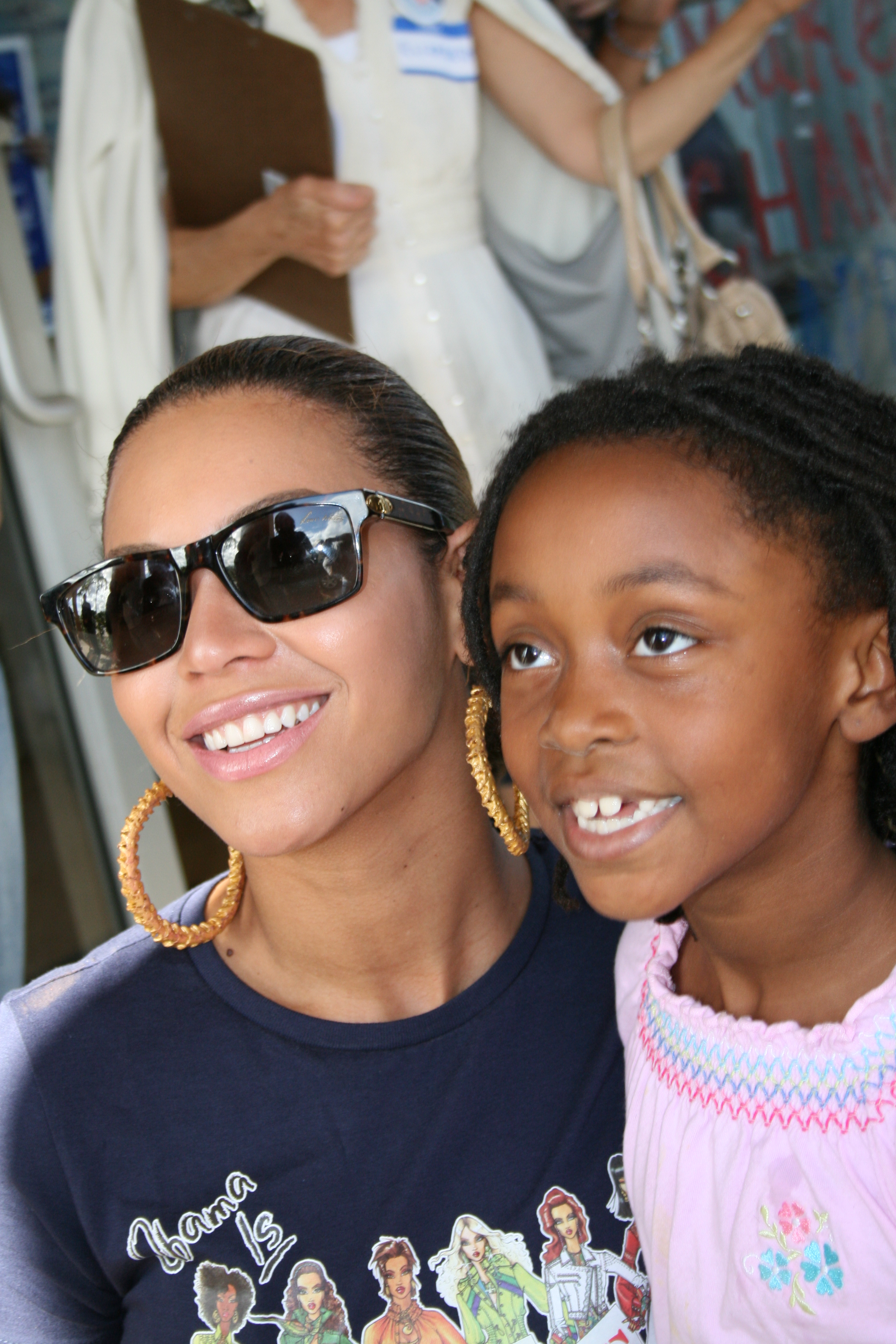
Ноулз сделала сюрприз своим появлением в числе добровольцев кандидата в президенты США Барака Обамы на проспекте Систранк в Форт-Лодердейле в последний день первого голосования

В ноябре 2006 года Ноулз призналась, что в 2000 году, во время разногласий в Destiny’s Child, от накала страстей у неё была депрессия: группа подверглась нападкам СМИ, критиков и блогов из-за раскола и разглашения об уходе ЛеТои Лакетт и ЛаТавии Робертсон, в результате чего её бросил парень (с которым она встречалась с 12 до 19 лет).
Депрессия была настолько сильной, что продлилась ещё пару лет, пока она не закрылась в своей комнате и не перестала есть. Ноулз заявила, что она не хотела говорить о депрессии потому, что Destiny’s Child только что выиграли «Грэмми» и её никто всерьёз не воспримет. Все эти события заставили её задуматься над собой и над своими друзьями. Описывая свою ситуацию она сказала: «Теперь, когда я поняла, что стала известной, я боялась, что не найду никого, кто бы любил меня просто как человека. Я боялась заводить друзей» Она вспомнила о своей маме, Тине Ноулз, которая помогла ей выйти из депрессии: «Почему ты думаешь, что тебя никто не полюбит? Разве ты не знаешь, какая ты умная, милая и красивая?».
В 2002 году Ноулз начала встречаться с рэпером Jay-Z, с которым она сотрудничала несколько раз. Слухи начали крутиться вокруг них после того, как Ноулз спела дуэтом в '03 Bonnie & Clyde. Несмотря на настойчивые слухи об их отношениях, они никак на них не реагировали.
В 2005 году начали распространяться слухи о свадьбе пары. Ноулз прекратила обсуждение, заявив, что она и Jay-Z даже не помолвлены. Когда в сентябре 2007 года снова была поднята эта тема, Jay-Z ответил: «Как-нибудь скоро — скажем так» (англ. One day soon — let's leave it at that).
Лора Шреффлер, журналист журнала OK! сказала: «Они крайне непубличные люди».
4 апреля 2008 года Ноулз и Jay-Z поженились в Нью-Йорке. Это стало известно общественности 22 апреля 2008 года.
Ноулз не носила на публике обручального кольца до концерта на Fashion Rocks 5 сентября 2008 года в Нью-Йорке.
Ноулз окончательно призналась о своей свадьбе в видеофильме на вечеринке в поддержку альбома I Am… Sasha Fierce в манхэттенском Sony Club.
60-минутный фильм вышел в 2010 году, в нём рассказывалось о том, чем она занималась дома, будучи ребёнком, и как она молится перед каждым выступлением.
29 августа 2011 года на церемонии MTV Video Music Awards Бейонсе заявила о своей беременности.
7 января 2012 года в Нью-Йорке певица, в целях конспирации зарегистрировавшись в клинике под именем Ингрид Джексон, родила дочку Блю Айви Картер (англ. Blue Ivy Carter).
1 февраля 2017 года стало известно, что Бейонсе ждёт близнецов. 12 июня 2017 года она родила двойню — сына и дочь. Позже, 30 июня 2017 года было сообщено, что имя мальчика — Сэр Картер (англ. Sir Carter), а девочки — Руми Картер (англ. Rumi Carter).

## Скандал с песней XO
Появившаяся в декабре 2013 года песня Бейонсе «XO» подверглась резкой критике в связи с использованием в этой композиции шестисекундного отрывка прямого репортажа во время катастрофы космического корабля «Челленджер» в 1986 году. Вдова командира экипажа «Челленджера» Дика Скоби Джун Скоби Роджерс заявила, что эмоционально очень тяжело слышать в начале песни слова «крупная неисправность» (major malfunction). Она сравнила это с использованием аудиозаписи покушения на Кеннеди или теракта 11 сентября и заявила, что подобные приёмы не должны использоваться «для ударного эффекта в поп-музыке».
NASA выступило с заявлением, критикующим Бейонсе, в котором говорится, что «катастрофа „Челленджера“ является важной частью нашей истории, трагическим напоминанием, что освоение космоса рискованно и это нельзя недооценивать».
Сама же Бейонсе пояснила, что авторы песни включили отрывок репортажа в песню как дань погибшим членам экипажа и как знак того, что они никогда не будут забыты.

## Дискография

### Студийные альбомы
- Dangerously in Love (2003)
- B'Day (2006)
- I Am… Sasha Fierce (2008)
- 4 (2011)
- Beyoncé (2013)
- Lemonade (2016)
- Everything Is Love (2018, совместно с Jay-Z)
- Renaissance (2022)
- Cowboy Carter  (2024)

## Туры
| Headlining - Dangerously in Love Tour (2003) - The Beyoncé Experience (2007) - I Am… World Tour (2009—2010) - I Am… Yours (2009) - The Mrs. Carter Show World Tour (2013—2014) - The Formation World Tour (2016) - Renaissance World Tour (2023) - Cowboy Carter Tour (2025) | Joint Tours - Verizon Ladies First Tour (2004) - On the Run Tour (с Jay-Z; 2014) - On the Run II Tour (с Jay-Z; 2018) |

## Награды и номинации
В 2011 году была удостоена почётной премии журнала Billboard — «Артист тысячелетия». Бейонсе за всю свою музыкальную карьеру заработала 20 премий Grammy и имеет 52 номинации. Свою первую награду она получила в 19 лет (в составе группы Destiny’s Child).
В 2014 году Бейонсе обошла Долли Партон по количеству номинаций на музыкальную премию «Грэмми», заняв первое место по этому показателю среди женщин и шестое место среди музыкальных деятелей в целом.
В 2017 году заняла первое место в рейтинге Billboard’s Top 50 Money Makers of 2016 (самых высокооплачиваемых музыкантов за 2016 год). По данным издания её доход составил 62,1 миллиона долларов.
По итогам 2018 года Бейонсе заняла третье место в рейтинге самых высокооплачиваемых певиц мира-2018, опубликованном журналом Forbes. Её доход за 2018 год составил 60 миллионов долларов.
В 2023 году Бейонсе установила абсолютный рекорд Грэмми по числу наград. Выиграв в 4 категориях, она получила суммарно 32 статуэтки, побив рекорд венгерского дирижёра Георга Шолти, державшийся 25 лет. Также, получив 9 номинаций в этом году, артистка совместно со своим мужем Jay-Z стала самой номинируемой в истории премии с 88 номинациями. Оба рекорда учитывают награды и номинации Бейонсе в составе группы Destiny’s Child и дуэта с Jay-Z The Carters.

## Фильмография
| Год  | Фильм                    | Роль            | Примечания |
| ---- | ------------------------ | --------------- | --- |
| 2001 | Кармен: Хип-хопера       | Кармен          | Главная роль, ТВ-фильм |
| 2002 | Остин Пауэрс: Голдмембер | Фокси Клеопатра | Второстепенная роль |
| 2003 | Борьба с искушениями     | Лилли           | Главная роль |
| 2004 | Уход в чёрное            | Камео           | Документальный фильм Jay-Z |
| 2006 | Розовая пантера          | Занья           | Второстепенная роль |
| 2006 | Девушки мечты            | Дина Джонс      | Главная роль |
| 2007 | Моя Ночь на Грэмми       | Камео           | ТВ-фильм |
| 2008 | Кадиллак Рекордс         | Этта Джеймс     | Второстепенная роль |
| 2009 | Одержимость              | Шерон Чарльз    | Главная роль |
| 2009 | Wow! Wow! Wubbzy!        | Шайн (голос)    | «Wubbzy’s Big Makeover/The Big Wuzzlewood» (2 сезон, 22 эпизод) «Wubb Girlz Rule!/Wuzzleburg Idol» (2 сезон, 19 эпизод) «Bye Bye Wuzzleburg/Wubbzy’s Wacky Journey» (2 сезон, 20 эпизод) «Lights, Camera, Wubbzy!/A Wubbstar Is Born» (2 сезон, 23 эпизод) |
| 2013 | Жизнь как сон            | Камео           | |
| 2013 | Эпик                     | Тара            | Озвучка |
| 2019 | Король Лев               | Нала            | Озвучка |